# Plitvicei-tavak
A Plitvicei-tavak (horvátul: Plitvička jezera) Horvátországban található tórendszer. Európa egyik legszebb természeti látványossága egy különleges geológiai és hidrogeológiai karsztjelenség. A tavakat és a környező festői tájat nemzeti parkká nyilvánították és itt található az ország legnagyobb vízesése a Veliki Slap, azaz a Nagy Vízesés.
A tórendszer egy völgyben terül el, erdős hegyek veszik körül. Ez a terület a legnagyobb, legrégebbi és leglátogatottabb horvát nemzeti park is egyben. Erdős hegyvidék, 16 különböző méretű tóval, kristályos kékeszöld vízzel. A tavak vizüket számos patakból és kisebb vízfolyásból nyerik, és zuhatagok és vízesések kötik össze őket. A tízezer év alatt kialakult tufagátak a park alapvető jellemzői. A különleges földrajzi helyzet és a sajátos éghajlati adottságok számos természeti jelenség és gazdag biodiverzitás kialakulásához járultak hozzá. Mésztufa üledékek a pleisztocén kortól napjainkig a környező hegyek közötti víznyelőkben és mélyedésekben keletkeztek. A déli felső tavak túlnyomórészt dolomitból, míg az alsó tavak északon mészkőből állnak. A Plitvicei-tavakon található a Korana folyó forrása is, amelyet a tórendszer lát el vízzel. 
2010-ben létrehoztak két új tavat is, amelyek emberi tevékenység eredményeként jöttek létre, de ezek se nem olyan tiszták, sem esztétikailag nem olyanok, mint a többi. A Plitvicei-tavak turizmusának első komoly kezdetei 1861-re nyúlnak vissza. 2011-ben a nemzeti park történetében először több mint egymillió látogatója volt. Számos kutató járult hozzá a Plitvicei-tavak megismeréséhez és fejlesztéséhez, közülük kiemelkedik Ivo Pevalek, akinek emléktáblát állítottak. A Plitvicei-tavak Nemzeti Parkot 1949. április 8-án nyilvánították nemzeti parkká, 1979-től az UNESCO világörökségi listáján is megtalálható. A park védettségi foka szerint szűkebb és szélesebb zónákra tagolódik. Két megyéhez is tartozik, mivel a park 91%-a Lika-Zengg megyében, 9%-a pedig Károlyváros megyében található. A nemzeti park éghajlata mérsékelt.

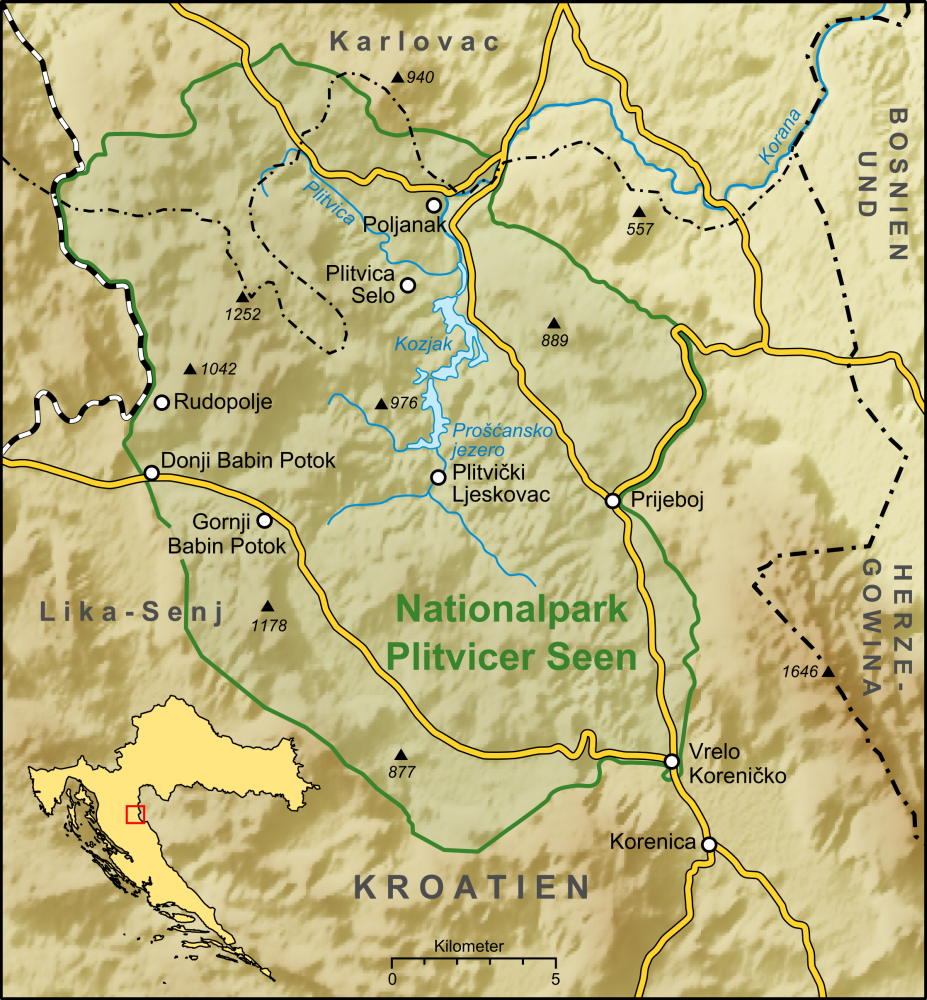
A Plitvicei-tavak Nemzeti Park térképe

## Neve
A „Plitvice” nevet Dominik Vukasović otocsáni plébános egy 1777-ből származó írásos dokumentumban említi először. A név a „pličina” vagy a „plitvak” (sekély) szóból származik.  Évszázadokon keresztül a víz mészkövet rakott le, és sekély medencék (horvátul „pličine”, vagy „plitvice”, sekélységek) keletkeztek. Egyes tudósok úgy vélik, hogy a park elnevezése a Plitvice-patak nevéből származik, amely a Plitvicei-tavakba ömlik. A közeli falu ugyancsak a Plitvicei tavak horvát nevét (Plitvička Jezera) viseli.

## Fekvése

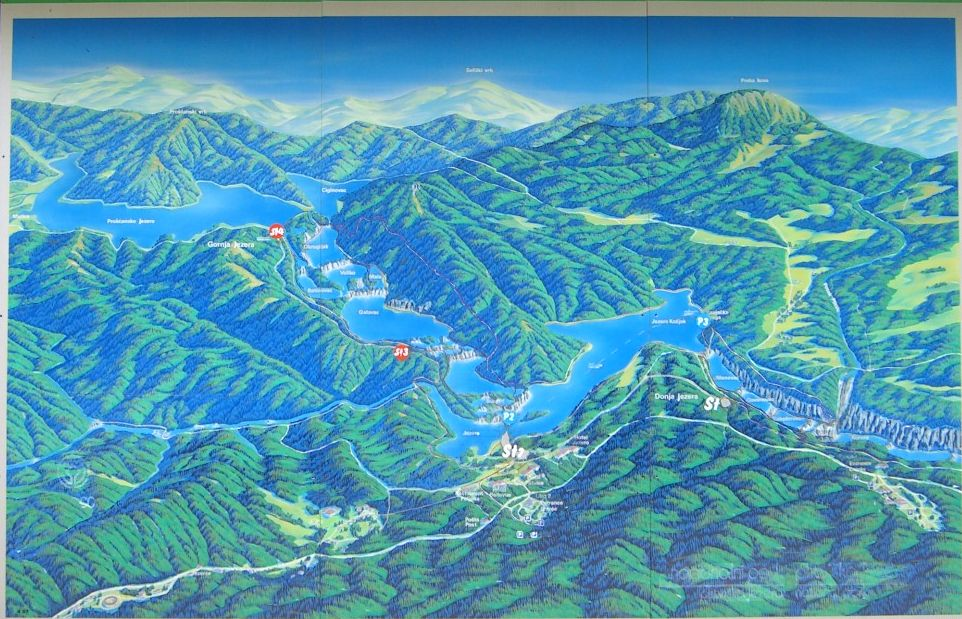
Grafika a tavakról

A tavak Károlyvárostól 75 km-re, a Dinári-hegység közepén fekszenek. A Kis-Kapela (Mala Kapela) és a Plješivica hegyvonulatainak találkozásánál több folyócska fut össze, melyek délről északi irányba robogva egységes tórendszert hoztak létre. A Plitvicei-tavak Nemzeti Park tizenhat nagyobb és két kisebb lépcsőzetesen elhelyezkedő tavát 92 vízesés köti össze. A tavak felszíne összesen 2 km².
A nemzeti park területe eléri a 200 km²-t (20 000 hektár), amelyből 13 320 hektár erdős terület. A vizek felszíne 215 hektárt tesz ki. Átlagos tengerszint feletti magassága 600 m. A legalacsonyabb pont 367 m a Korana hídján, a park legmagasabb pontja az 1279 m magas Seliški vrh.
Közlekedési szempontból a nemzeti park a D1 Zágráb–Split-országút mentén található, Bosznia-Hercegovina közelében, Szluin és Korenica között. Nagyobb települések a közelben: Ogulin, Rakovica, Otocsán, Gospić Horvátországban, és Bihács Bosznia-Hercegovinában. A legrövidebb távolság az Adriai-tenger partja és a park között 55 km. Zengg tengerparti városa közúton körülbelül 60 km-re van. Az A1-es autópályáról a parkba északról az otocsáni, délről pedig a Gornja Ploča-i leágazásnál lehet letérni. A legközelebbi repülőterek: Zára, Zágráb és Fiume. A legközelebbi vasútállomás a josipdoli, autóbusszal a park könnyen elérhető, közvetlen járatokkal Zágrábból, Károlyvárosból, Zárából vagy Splitből.
Magyarországról autóval körülbelül 5-6 óra az út Budapestről indulva és Zágrábból tömegközlekedéssel is könnyű eljutni ide, mivel naponta több buszjárat is közlekedik a nemzeti parkhoz.

## Éghajlat és vízhőmérséklet
Az átlagos évi csapadékmennyiség 1500 mm. A legtöbb csapadék általában tavasszal és ősszel esik. Az átlagos relatív páratartalom 81,8%. Januárban 2,2 °C volt az átlaghőmérséklet. A nyári hónapokban, júliusban és augusztusban a hőmérséklet 17,4 °C-ra emelkedik. Az évi középhőmérséklet 7,9 °C. A hó novembertől márciusig esik. A tavak általában decemberben és januárban fagynak be.
A víz hőmérséklete a forrásoknál általában 10 °C alatt van. A folyókban és tavakban a víz hőmérséklete 20 ° C-ra emelkedik. A víz hőmérséklete erősen ingadozhat. Így 1954. július 7-én a Kozjak-tóban 4 m mélységben 18,9 °C volt a hőmérséklet. 20 m mélységben 5 °C hőmérsékletet mértek. 44 m mélyen, majdnem a tó fenekén 4,1 °C hőmérsékletet mértek.

## A tavak
A nemzeti park 16 tóból áll, amelyek folyásirányban, légvonalban 5460 m-es hosszúságban a magasság fokozatos csökkenésével egymásba folynak. A tavak Felső- és Alsó-tavakra oszlanak. A felső tavak: Prošćansko jezero, Ciginovac, Okrugljak, Batinovac, Veliko jezero, Malo jezero, Vir, Galovac, Milino jezero, Gradinsko jezero, Veliki Burget és Kozjak. Az alsó tavak: Milanovac, Gavanovac, Kaludjerovac és Novakovica Brod.
| Tó                           | Magasság (m) | Terület (ha) | Mélység (m) | Csoport     |
| ---------------------------- | ------------ | ------------ | ----------- | ----------- |
| Prošćansko                   | 636          | 68,0         | 37          | Felső-tavak |
| Ciginovac                    | 620          | 7,5          | 11          | Felső-tavak |
| Okrugljak                    | 613          | 4,1          | 15          | Felső-tavak |
| Batinovac                    | 610          | 1,5          | 5           | Felső-tavak |
| Veliko jezero (Crno jezero)  | 607          | 1,5          | 8           | Felső-tavak |
| Malo jezero (Mali Jovinovac) | 605          | 2,0          | 10          | Felső-tavak |
| Vir                          | 598          | 0,6          | 4           | Felső-tavak |
| Galovac                      | 582          | 12,5         | 24          | Felső-tavak |
| Milino                       | 564          | 1,0          | 1           | Felső-tavak |
| Gradinsko (Jezerce)          | 553          | 8,1          | 10          | Felső-tavak |
| Veliki Burget                | 545          | 0,1          | 2           | Felső-tavak |
| Kozjak                       | 534          | 81,5         | 46          | Felső-tavak |
| Milanovac                    | 523          | 3,2          | 18          | Alsó-tavak  |
| Gavanovac                    | 514          | 1,0          | 10          | Alsó-tavak  |
| Kaluđerovac                  | 505          | 2,1          | 13          | Alsó-tavak  |
| Novakovića Brod              | 503          | 0,4          | 3           | Alsó-tavak  |
| Összesen                     |              | 217,0        |             |             |

A tavakat a Crna- és a Bijela-patakok és mellékvizeik, valamint a Rječica és mellékvizei öntözik. Sok forrás van, ahol bőségesen fakad a víz. Ezek tipikus karsztforrások, amelyek az áteresztő és vízhatlan geológiai képződmények határain fakadnak. A legnagyobb, egyúttal a legmélyebb tó a Kozjak 81,5 hektárral, és 47 m mélységgel. A második legnagyobb Prošćansko-tó, mely 2,5 km hosszúságban húzódik délről északra.
A Felső-tavak geológiai anyaga többnyire dolomit, míg az Alsó-tavaké mészkő. 30 barlang is található a területen. Az egyik tavat a másiktól elválasztó tufagátak a vízből lerakódott mészkőből állnak. A tufagátak szerkezete nagyon laza és törékeny, ezért magas fokú védelmet igényel. Vízbőség nélkül nem lennének tavak, vízesések vagy buja növényzet. A tufa alkotói olyan növények, amelyek travertínó sziklákat hoznak létre, és megváltoztatják a tavak és tómedrek alakját. A travertinógátak rendkívüli szépségű biológiai jelenségek.

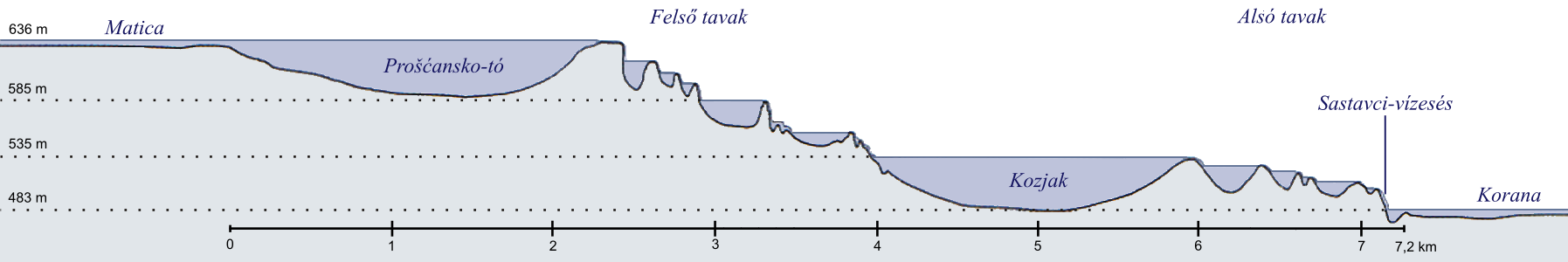
A tórendszer keresztmetszeti rajza

Plitvice egyik legszebb vízesését, a Milanovac és Gavanovac közötti vízesést a horvát operaprimadonna után „Milka Trnina vízesésnek” nevezték el. Itt található közvetlenül az Alsó-tavak végénél az ország legnagyobb vízesése a „Veliki Slap”, azaz a "Nagy Vízesés, mely" 78 méter magas.

## Topográfia

### Terepalakzatok
A Plitvicei-tavak Nemzeti Park területe a Dinári-karszt területének része, mely a világ egyik legimpozánsabb karsztegységéhez tartozik, sajátos geológiai, geomorfológiai és hidrológiai adottságokkal. A karsztdomborzat elsősorban a karbonátos kőzetekhez (mészkő és dolomit) köthető, mivel ezek kifejezetten érzékenyek a kémiai és mechanikai kopásra, valamint a tektonikai hatásokra (törések, ráncok, repedések stb.). A szén-dioxiddal dúsított víz behatol a karbonátbázis repedésein feloldva a kőzetet, és különféle felszíni (repedések, víznyelők, karsztmezők, osztriga, csípő, tornyok, pillérek) és földalatti (gödrök, barlangok, barlangok) karsztformákat hoz létre.

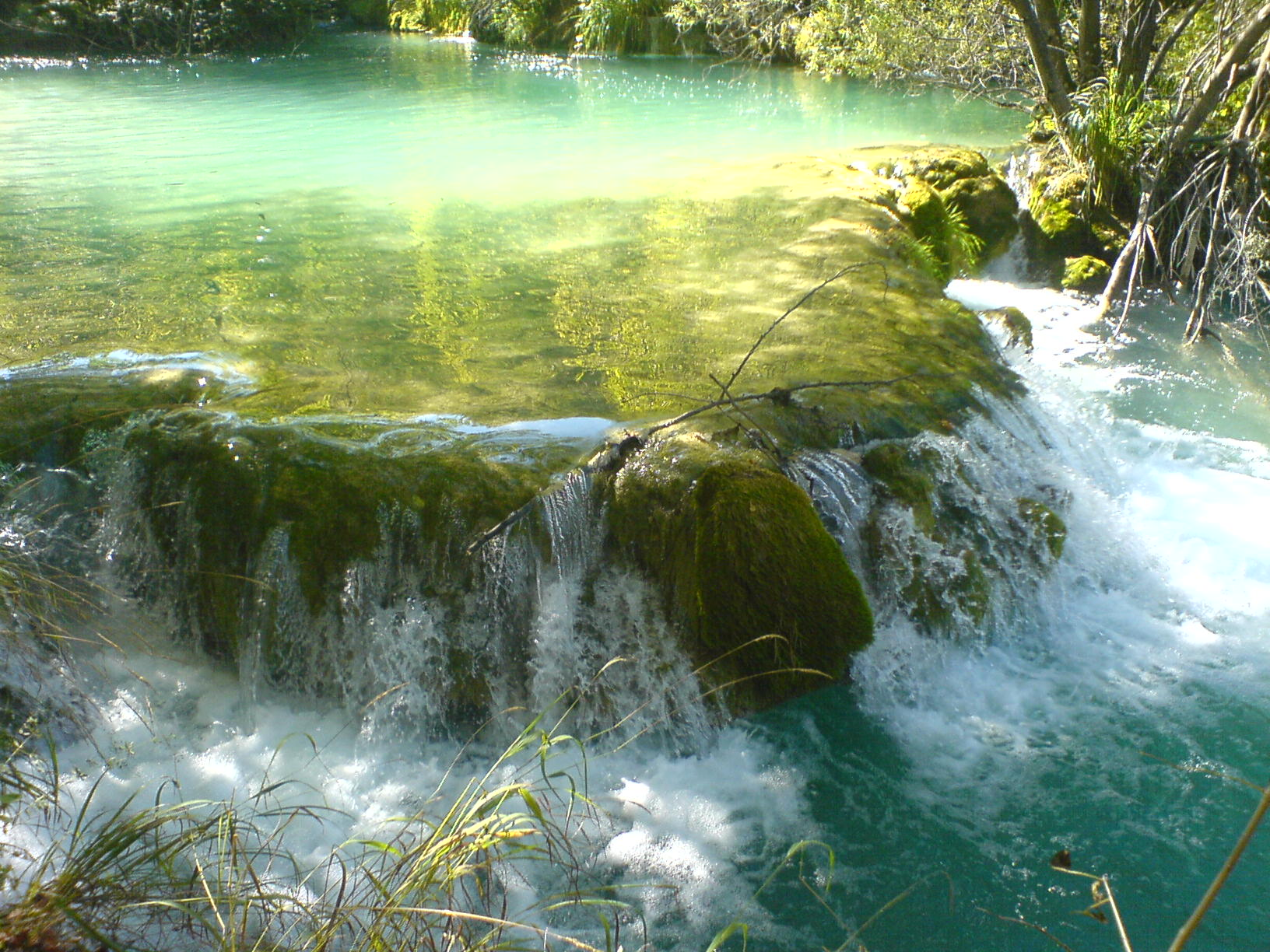
A Milka Trnina vízesései

A különleges földrajzi helyzet és az éghajlati adottságok számos természeti jelenség megjelenéséhez és gazdag biodiverzitáshoz járultak hozzá a park területén. A mediterrán éghajlati régió közelsége ellenére a Velebitnek köszönhetően mérsékelt hegyvidéki éghajlat uralkodik, amely éghajlati elválasztóként működik a tengerparti régió és a Lika-fennsík között. A víz rendelkezésre állása, amelyet a terep konfigurációja befolyásol, nagy hatással van a terület biodiverzitására. A Nemzeti Park a Plitvicei-fennsíkon található, amelyet három, a Dinaridákhoz tartozó hegy vesz körül: Plješivica (Gornja Plješevica csúcs 1640 m), Mala Kapela (Seliški csúcs 1280 m) és Medveđak (884 m). Az erdős dombok víztározóként szolgálnak és számos állatfajnak is menedéket jelentenek. A déli hegyek és északon a Korana folyó közötti szűk térben tapasztalható nagy magasságkülönbség szintén jelentős oka a fajok sokszínűségének ebben a régióban. A teljes magasságkülönbség a nemzeti park területén 912 m.
Travertínóüledékek a pleisztocén kortól napjainkig a környező hegyek közötti víznyelőkben és mélyedésekben keletkeztek. A déli felső tavak túlnyomórészt dolomitból, míg az alsó tavak északon mészkőből állnak. A dolomit kőzetek vízáteresztő képessége kisebb. Ezzel szemben a mészkő kőzetek tömörek és masszívak, ugyanakkor áteresztőbbek is.
Jelentős különbségek láthatók a felső- és alsó tavak tájai között is. A felső-tavakon több kis tó sorakozik párhuzamosan és kisebb a vízhozam is. Az alsó tavak sokkal nagyobbak, és a Korana folyó szurdokát alkotják, amely Szluin és Károlyváros felé folyik tovább.

### Vízfolyások
A tavaktól délre két kis vízfolyás találkozik: a Bijela és a Crna-patakok. Ezek Plitvički Ljeskovactól délre folynak, és a falu egyik hídján egyesülnek, és együtt alkotnak egy kis folyót, amelyet Maticának hívnak. Prošćansko-tó részét képező Liman-öbölben egy másik patak is ömlik a tavakba. A patakok a vizet állandó forrásból nyerik, de a víz mennyisége változó. Átmenetileg más, többnyire kiszáradt patakok vize nyugat felől éri el a Prošćansko-tavat. A Plitvice-patak a tavak északi végén, a Nagy Vízesés fölött eléri a Plitvicei-tavak láncát. Ezt a helyet Sastavcinak hívják. A Plitvicei-tavak és a Plitvice-patak víztömege a Koranába ömlik.

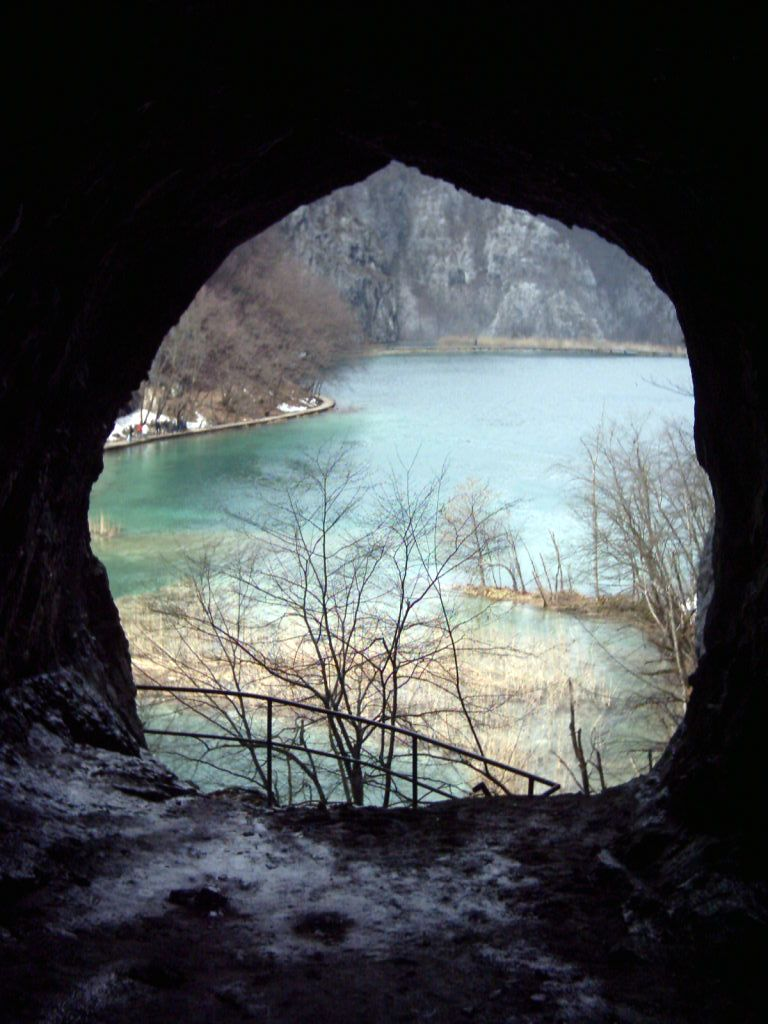
Kilátás a Šupljara-barlangból

### Földalatti világ
A Plitvicei-tavak földalatti konfigurációját különféle geológiai jellemzők alkotják. A Nemzeti Park teljes területe Délkelet-Európa karsztterületeihez tartozik. Jellemzői a törékeny és porózus kőzetek, elsősorban a mészkő és a dolomit. Ez a konfiguráció gazdag különféle geomorfológiai jelenségekben, mint például szakadékok, karsztmezők, öblök, víznyelők, karrmezők és hasonlók. Egyelőre keveset tudunk erről, és a tudományos kutatás még várat magára. A karszt természeti jelenségek nagy része a föld alatt játszódik le, ahol bőséges a víz, többnyire földalatti földalatti folyók fejlett rendszerei formájában. Amikor a víz áthatolhatatlan kőzetekkel találkozik, feljön a felszínre.
Eddig 114 barlangtani objektumot rögzítettek a park területén. Ebbe a számba tartoznak a park peremterületén, azaz a hivatalos határain kívül kb. 500 m-re található létesítmények is. A park területén található barlangtani objektumok típusa szerint az aknabarlangok dominálnak. Ezek aránya 72%, míg a maradék 28% többnyire vízszintes kiterjedésű barlang. A méreteket tekintve a kisebb (sekélyebb és 50 m-nél rövidebb) objektumok dominálnak, amelyekből 91 darab van. 23 objektum (20%) a közepes méretű barlangi objektumok csoportjába sorolható (az objektumok mélysége vagy hossza 50-500 m között van). Az eddig feltárt objektumok teljes hossza 1664 m, mélysége 2251 m. Rendkívül nagy barlangtani objektumok, amelyek mélysége vagy hossza meghaladná az 500 métert, egyelőre nem ismertek.
A nemzeti park karsztkőzetekben (főleg dolomitban és mészkőben) gazdag. A számos barlang közül a Kaluđerovaci-tó feletti Golubnjača (145 m) és Šupljara (68 m) barlangok várják a látogatókat. További barlangok a Mračna špilja (160 m), a Vila Jezerkinje (104 m) és a Golubnjača na Homoljačko polje (153 m). A Villa Jezerkinje, a Šupljara és a Golubnjača barlangok geomorfológiai természeti emlékként már 1964-ben védettek voltak. A nemzeti parkon belül ezeken kívül még számos barlang található, mint például a Čudinka (-203 m) vagy a Vršić-barlang (-154 m, hossza 110 m). A Čudinka-barlang abból a szempontból is érdekes, hogy az egész barlang egyetlen tágas vertikumból áll, amely régóta az egyik legmélyebb Horvátországban. Barlangi medve csontjait a sertić poljana-i Rodić-barlangban és az alsó-tavak Mračna barlangjában találták meg. A barlangtani objektumok utolsó szisztematikus kutatása a Plitvicei-tavak Nemzeti Park területén az 1960-as években történt.

## Geológia

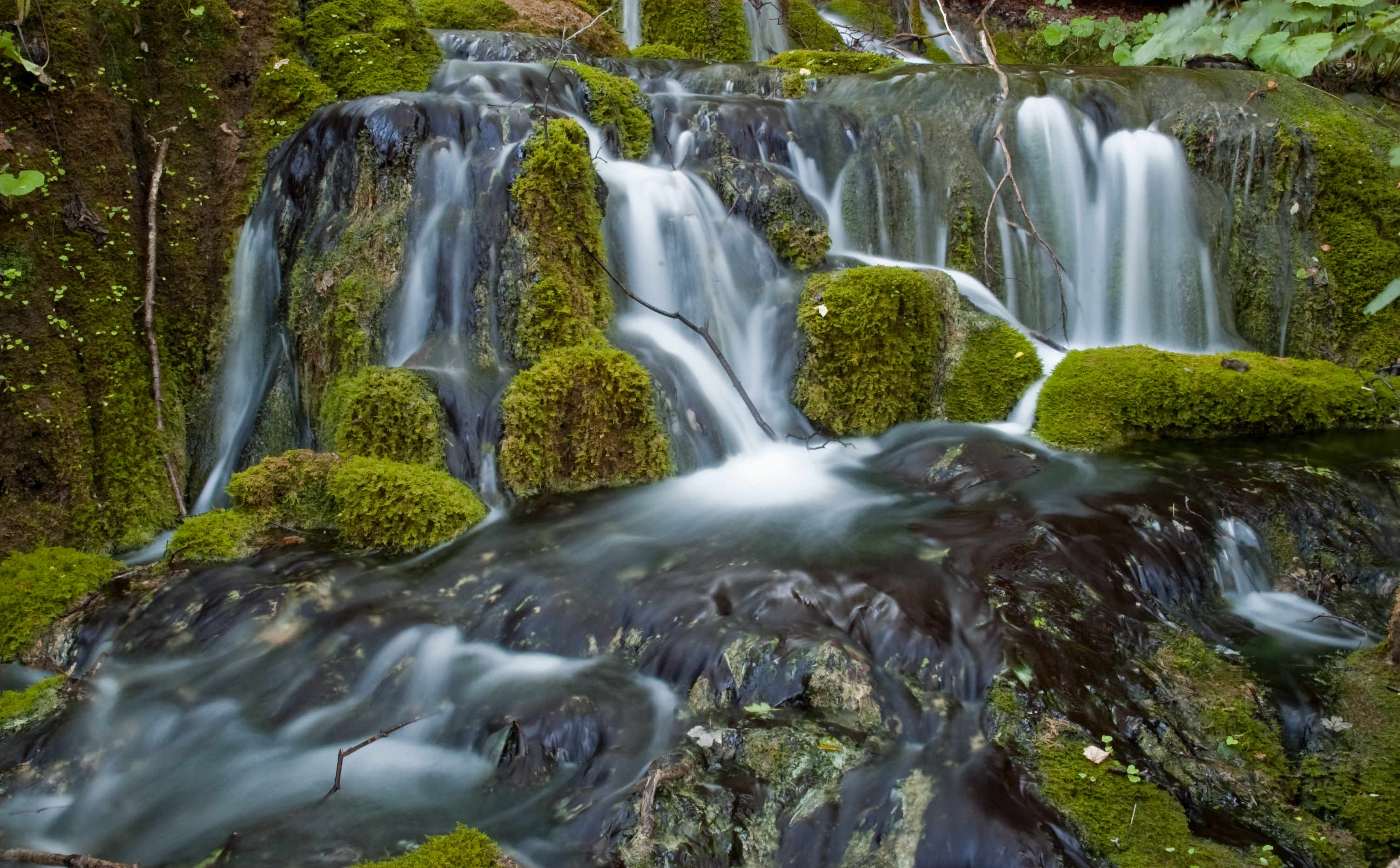
Vízesések kavalkádja

A park területén a mezozoikumi mészkövek dominálnak dolomit lerakódásokkal, de vannak tiszta dolomitos részek is. A kevésbé áteresztő vagy vízálló dolomitok és a korrodált és vízáteresztő mészkő összetételű jura és kréta kori lerakódások aránya meghatározta az egész terület mai megjelenését. A kőzetek sajátos hidrogeológiai tulajdonságai lehetővé tették a víz visszatartását a triász kori dolomit kőzeteken, de a kréta kori mészkő üledékekbe történő bevágásokat is. Emiatt a tórendszer felső- és alsó tavakra oszlik. A felső tavak dolomitokon képződtek, térben és térfogatilag dominánsak, tágasabbak, tagoltabbak és lankásabb partúak az alsó tavakhoz képest. Az alsó tavak egy keskeny, meredek partú mészkő szurdokban keletkeztek. A szakemberek szerint ez a tórendszer 12-15 ezer évvel ezelőtt keletkezett.
A Plitvicei-tavak jelenségei évszázados folyamatok és mészkőlerakódás eredménye, amely bőségesen van jelen e karsztterület vizeiben. A növényekre rakódott leülepedett mészkőből mészkőtufa képződött. A Plitvicei-tavak sajátossága, hogy a tavak össze vannak kötve. Az állandó változások miatt az egyes tavak egyenkénti elemzése nem lehetséges. A tórendszer felső és alsó részének víztömegei folyamatosan változtatják a tavakat és a környező tájat. Folyamatosan új üledékek és új vízesések képződnek. Összességében a tóegyüttes nagyon érzékeny és instabil ökoszisztéma.

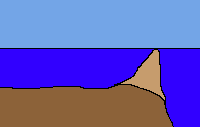
A travertínógátak képződése

Geológiai értelemben a Plitvicei-tavak formálódási jelenségei nagyon fiatalok. A mészkő bomlásának és lerakódásának összetett folyamatai különleges éghajlati viszonyokat igényelnek. A jégkorszak vége óta léteznek (kb. 12 000-15 000 év). A plitvicei természeti jelenségek előfordulásának fontos tényezői az időjárási és hőmérsékleti viszonyok, a vízminőség és egyéb természeti tényezők. A kalcittelítettség nagyon magas. A víz nagy ásványtartalmú, mineralizált, kalcium- és magnézium-hidrogén-karbonáttal túltelített.
A mészkő bomlása a szénsavas folyamatokhoz kapcsolódik. A természetes környezetben a szénsav (H2CO3) a levegőből származó szén-dioxidból (CO2) és az esővízből (H2O) áll. A mészkő és a dolomit főleg kalcitból (CaCO3) áll, amely vízben rosszul oldódik. A szénsav hatására a kalcitból kalcium-hidrogén-karbonát (Ca(HCO3)2) képződik. Ezt a következő képletek mutatják meg:
{\displaystyle {\ce {H2O + CO2 <-> H2CO3 <-> H+ + HCO3- <-> 2 H+ + CO3^{2-}}}}
{\displaystyle {\ce {CaCO3 + H2CO3 -> Ca(HCO3)2}}}
{\displaystyle {\ce {CaCO3 + H+ + HCO3- <-> Ca^2+ + 2 HCO3- <-> Ca(HCO3)2}}}
A Plitvicei-tavakban egyedülálló folyamat megy végbe a világ más hasonló jelenségeihez képest. Itt a mészkőlerakódás és tufaképződés dinamikus folyamat, nem statikus, mely csak egy helyen megy végbe. Egy másik különlegesség a növényzet hatása a lerakódási folyamatban. A növényzeti akadályok lelassítják a vízáramlást. A víz jelentősen habzik, vonzóbbá téve a vízeséseket és a vízeséseket. Plitvicében a víz, a levegő, a sziklák és a növényzet közötti kölcsönhatás folyamatosan dinamikus és változó.
A tavaktól körülbelül 30 km-re északra, Szluin központjában található a Rastoke, amelyet "kis Plitvicei-tavaknak" is neveznek, mert hasonló jelenségekkel rendelkezik. A Korana és a Slunjčica folyók itt egyesülnek. A vízben lévő szén-dioxid mennyiségének mérései azt mutatják, hogy megfelelnek a Plitvicei-tavak területén zajló folyamatos lerakódási folyamatoknak. A forrásokban a szén-dioxid mennyisége körülbelül hússzor akkora, mint a légkörben. Lefelé ez a mennyiség csökken. A Plitvice-patak tehát idővel a kezdeti szén-dioxid-mennyiség akár 97%-át is elveszíti.
A Korana folyón tufa csak az első 10-15 km-en fordul elő, még akkor is, ha a további kilométereken a pH-mérések szerint kedvezőek számára a feltételek. A Kozjak-tó fenekén az elmúlt 3000 évben állandó, évi 0,8 mm-es lerakódás alakult ki. A gátak évente 13 mm-rel nőnek. A tufaképződés folyamatai így legyőzik az eróziót, amely a tó érzékeny gátjait tönkretenné. Becslések szerint a tó fenekén 6000 vagy akár 7000 éves tufatelepek találhatók. A kalcium-karbonát lerakódása nem következik be azonnal a Plitvicei-tavakba ömlő folyók forrásainál. Ehhez bizonyos szintű ásványianyag-telítettség szükséges. A forrásoknál a telítettségi szint alatti. Csapadék esetén a telítési szint 3-nál nagyobb, a víz pH-értéke 8,0 feletti (enyhén lúgos), az oldott szerves szén koncentrációja pedig 10 mg/liternél kisebb.

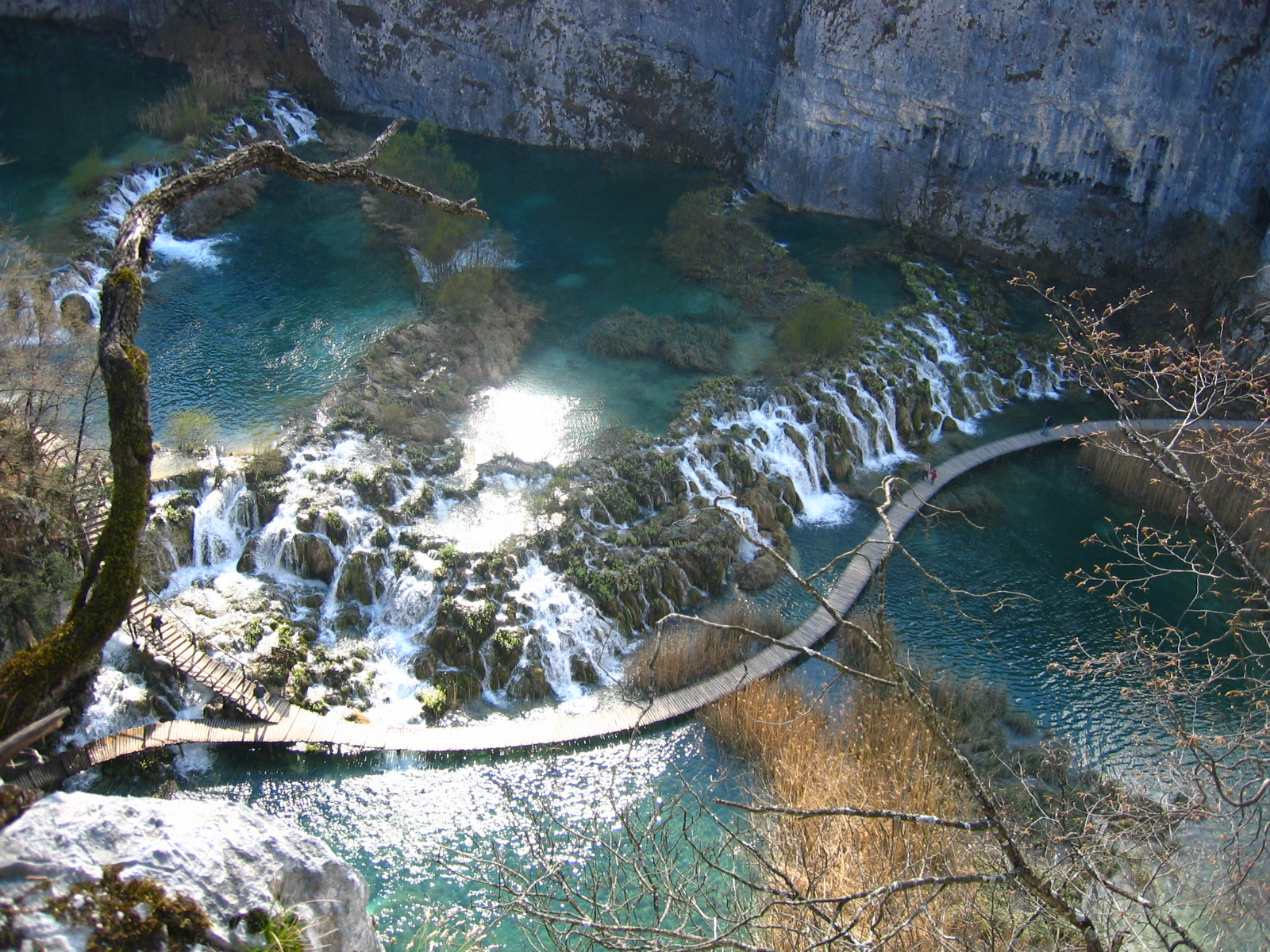
A Gavanovac és a Kaluđerovac-tavak közötti tufagát

A travertínó akadályok a folyamatos lerakódási folyamat eredményei. Ahogy a víz vékony rétegekben átfolyik a gátakon, karbonát válik ki a vízből. A szén-dioxid mennyisége növekszik. A kalcium-karbonát kicsapódott mikrokristályok formájában, CaCO3 travertínó lerakódások formájában ürül ki. Ez a jelenség különösen ott fordul elő, ahol moha van, ami lehetővé teszi a kristályok jobb tapadását. Idővel a régebbi gátakat túlterhelheti a vízszint emelkedése, mivel az új akadályok túlnőnek a régieken. 400 évvel ezelőtt a mai Kozjak-tó helyén még két tó volt. A tó legalsó részén, a Matijašević-draga közelében a víz alatti akadályok 40 m magasak és 4 m-rel a vízfelszín alá nyúlnak. Ezek az akadályok formálták a múltban a mai csodálatos vízesést.
Az aktív gátak és a tavi üledék korának elemzése azt mutatta, hogy a tavi üledék átlagos éves lerakódási sebessége körülbelül 17-szer alacsonyabb, mint a travertínógátak növekedési üteme (kb. 13,5 mm), ami a tó szintjének emelkedéséhez vezet. A közelmúltban végzett, hidrológiai módszerekkel végzett elemzések alapján azt számolták ki, hogy a Kozjak-tó kijárati gátjának éves növekedési üteme körülbelül 5,6 mm, míg a Prošćansko-tónál a sebesség körülbelül háromszorosa. Mindegyik akadálynak megvan a maga dinamikája, egyesek gyorsabban, mások lassabban nőnek, míg az alsó torlaszok időnként meghaladják a felvízi korlátokat, amelyek víz alá merülnek, és két tóból egy tó keletkezik. Példa erre a dinamikára a Kozjak-tó víz alatti gátja. Körülbelül 400 évvel ezelőtt a Kozjak-tó két tóra oszlott, amelyeket egy mészkőgát és egy körülbelül 40 méter magas vízesés választott el egymástól, azonban a Kozjak-tó végén lévő mészkőgát (Kozjački mostovi) sokkal gyorsabban nőtt, mint az azt elválasztó gát. Ily módon a tó vízszintje emelkedett, fokozatosan beborítva a vízesést, és a gát lesüllyedését és a két tó egybeolvadását okozta, ahogyan azt ma is látjuk.

### A növényzet hatása a travertínógátakra

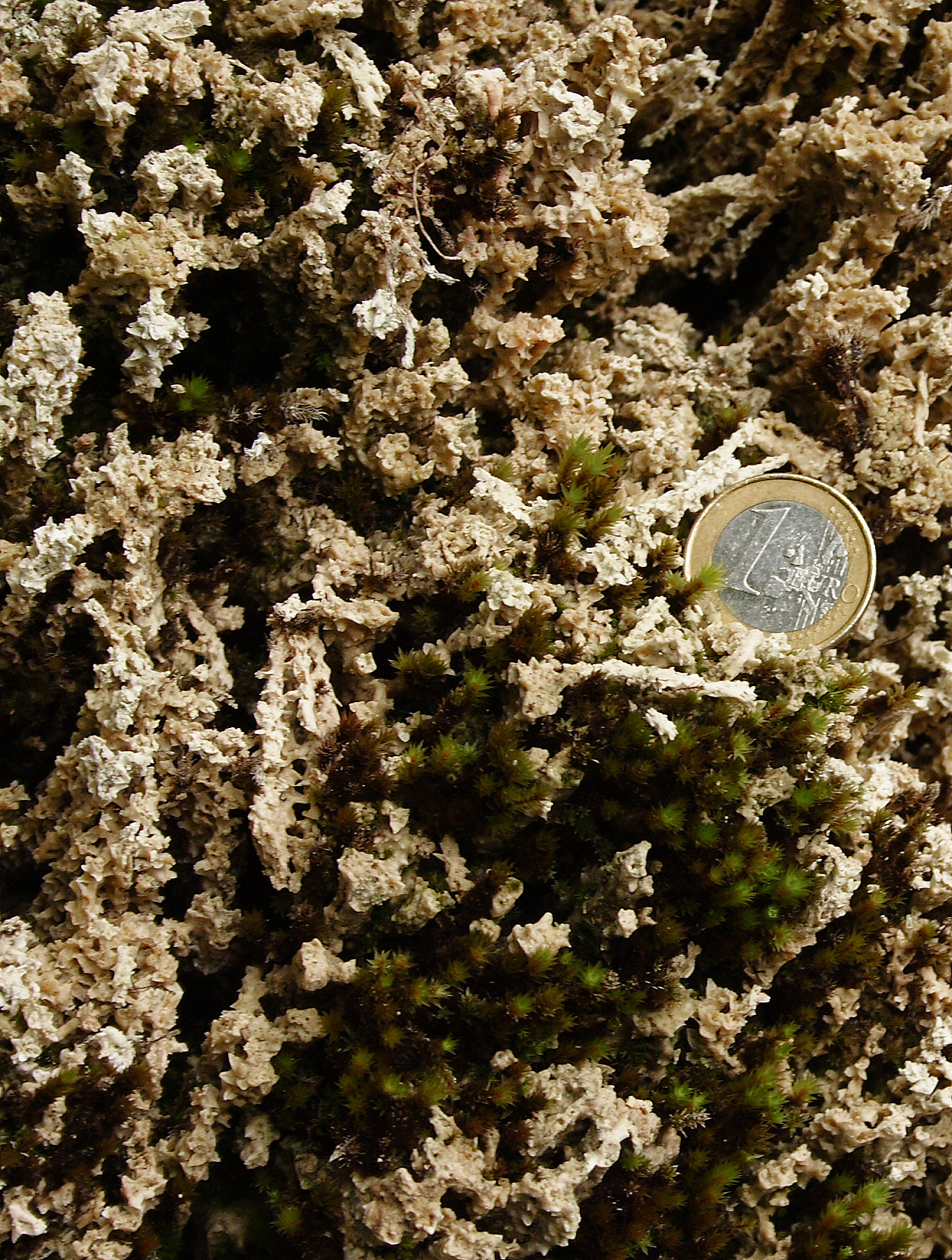
Mésztufával borított moha

A moha, az algák és a vízi növények fontos szerepet játszanak a Plitvicei-tavak és a travertínó akadályok egyedülálló tájképének kialakításában. A növények a fotoszintézis során szén-dioxidot kötnek meg a vízből, és oxigént termelnek. Útközben szénhidrogén csapódik ki.
Plitvicében a legtöbb kutatást Ivo Pevalek horvát tudós végezte. Neki köszönhetően a Plitvicei-tavak országos és világszintű védelmet kaptak. A legújabb tudományos vizsgálatok azt mutatják, hogy a folyóvízből a karbonátok kiürüléséért nem elsősorban a növényzet a felelős, a növények azonban közvetve hozzájárulnak a tufa kialakulásához. A lerakódás kulcstényezői a következők: víz lassítása, levegőztetés és permetezés. A moha szubsztrátumként szolgál a lerakódáshoz. A mohán szaporodó mikroszkopikusan kicsiny baktériumok és algák milliói szintén fontosak. Nyálkahártyát választanak ki, ami fontos a kalcit mikrokristályosodásában. A legfontosabbak a Bryum és Cratoneuron nemzetségből származó mohák.
A növényzet fontos szerepet játszik a plitvicei jelenségek alakításában. A fiatal mohahajtások zöldek és puhák, többnyire tufa nélkül, míg az idősebb hajtások teljesen fedettek és megkövesedtek. A moha nemcsak a travertínó akadályok kialakulását ösztönzi, hanem a gát részévé is válik. A régebbi travertínó gátakat megkövesedett algák és mohák töltik meg. A Plitvicei-tavakra ez a fajta tufa jellemző. Bár a növényzet pozitív hatással van a tufaképződésre, a vízben lévő szerves anyagok túlzott koncentrációja negatív hatással van ezekre a folyamatokra. Ha túl sok a növény, az negatív hatással van az ásványi anyagok lerakódására. A Korana-híd alatt a kalcium-hidrogén-karbonát túltelítettsége ellenére, a víz túlzott szervesanyag-koncentrációja miatt a Korana nagyon rövid mésztufa lerakódási folyamattal rendelkezik. A park igazgatósága szisztematikusan megkezdte a felesleges növényzet eltávolítását a travertínó akadályok mentén. A tufa kialakulásában döntő tényező a víz tisztasága. A vízben oldott szén értéke alig haladja meg a 2,5 mg/litert a felső tavakon (Matica). Az 5,15 mg/literes koncentráció magasabb az alsó tavakban. Hasonló koncentrációkat találtak más horvát folyók forrásainál is a karsztterületen.

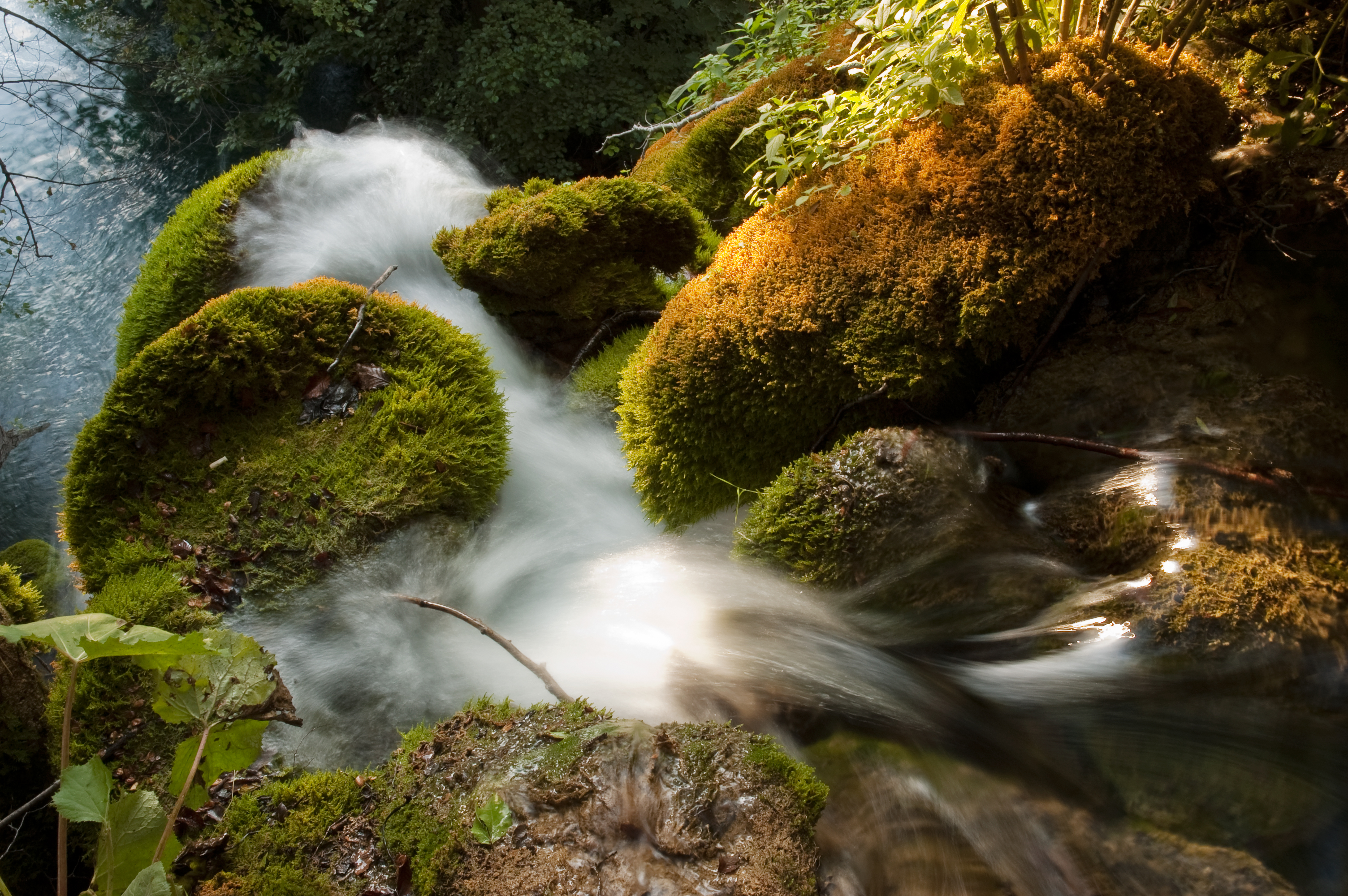
A vízeséseknél települt vegetáció

Káros hatású volt a szállodából és a tó környékén folyó mezőgazdasági tevékenységből származó egykori szennyvíz. Ez a tavak eutrofizációjának fokozódásához (a víz szervesanyag-koncentrációjának növekedéséhez) vezetett. A travertínó jövőbeni képződése érdekében ezt a rendkívül érzékeny területet meg kell védeni az ember káros hatásaitól. Ezért 2006 óta szigorúan tilos a tavakban úszni. Korábban a Kozjak-tóban lehetett úszni.

## Erdők és növényvilág
A tavakat és forrásokat körülvevő erdősávot már 1883-ban külön övezetté nyilvánították, ahol tilos volt a fakitermelés. A park mintegy kétharmadát erdő borítja. Részei a Nemzeti Ökológiai Hálózatnak és a NATURA 2000 természeti örökségvédelmi európai projektnek. Az erdők és a víz összefüggenek, és nem tudnak megélni egymás nélkül. Az erdő nagy mennyiségű vizet tart vissza, tárol és tisztít. A park területén nagy kiterjedésű, kiváló minőségű erdők találhatók, beleértve az esőerdőket is, amelyek a vadon élő állatok legjobb élőhelyei. A Plitvicei-tavak erdei három európai nagyragadozónak adnak otthont: a barnamedvének, a farkasnak és a hiúznak. Számos harkály- és erdei bagolyfaj tanúskodik az élőhely kiváló minőségéről és természetességéről.
A legelterjedtebb fafaj a bükk, amely árvacsalános és fehér sásos erdei közösségekben nő. A következő legnagyobb faj a fenyőfélék, amely a dinári bükk-fenyő erdőkben nő. Mindkét faj árnyékkedvelő (schiophytes), így árnyékos élőhelyeken is növekedhet. Megjelennek a dolomiton hunyoros lucfenyő és a hunyoros ezüstfenyős erdőtársulások. A tó övezetében és a Korana-szurdokban a fekete gyertyán őszi sásos erdőközössége nő. További jelentős erdei fafajok: a gyertyán, az ostrya és a feketefenyő. A parkban 1267 különböző növényfajt regisztráltak, ebből 50 orchideafajt.

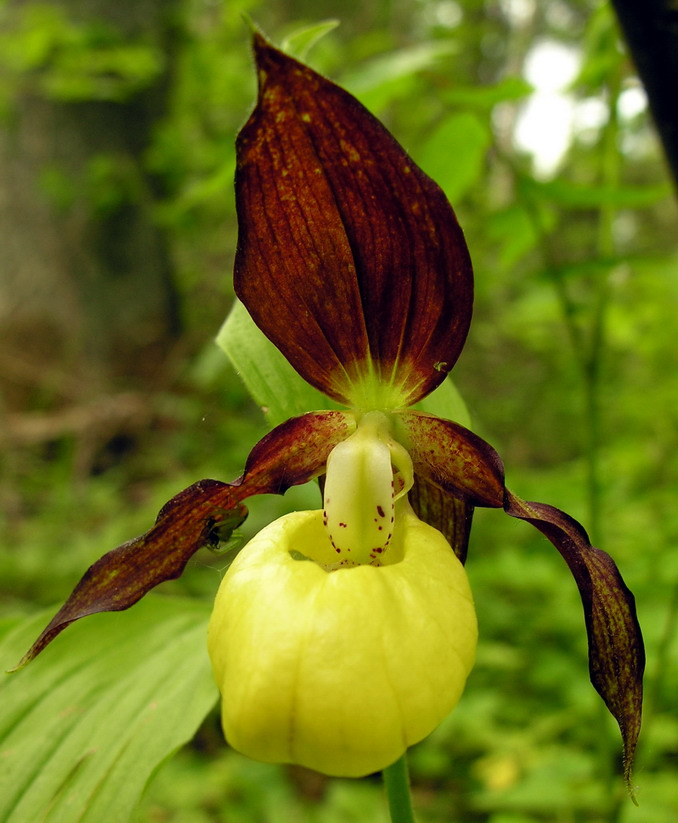
Orchidea a Plitvicei-tavaknál

Az erdő a helyi lakosság életének szerves része. A fát építőanyagként és tűzifának használják. A múltban néhány erdőt kiirtottak, és helyettük rétek, gyepek és szántók keletkeztek, ezzel akaratlanul is hozzájárulva a biológiai sokféleséghez. A lakosság számának csökkentésével egy részét elhagyták, és az erdő ismét megnőtt. A park egyik értéke a Čorkova uvala fenyő-bükkös esőerdeje, amelyet 1965-ben az erdei növényzet különleges rezervátumává nyilvánítottak. Ritka növényfajok: a Cypripedium calceolus, az egyik legszebb európai orchidea és a park 55 orchideájának egyike, ezt követi a Gentiana pneumonanthe, a Ligularia sibirica és a Spiraea cana. A gombák közül kiemelkedik a Camarops tubulin szaprofita gomba, amely a Čorkova uvala esőerdejében korhadt fákon él. Horvátországban csak itt fordul elő, és veszélyeztetett és védett fajként csak néhány európai országban találták meg.
A park növényvilágának változatossága és gazdagsága szempontjából különösen fontosak a gyepes élőhelyek (rétek és legelők). Tekintettel arra, hogy olyan területre volt szükség, amely lehetővé tette az állatállomány legeltetését és az élelemtermelést, a gyepterületeket az ember hozta létre, így növelve a biodiverzitást és az ökoszisztéma stabilitását. Az endemikus növényfajok száma a parkban viszonylag alacsony (körülbelül 1,7%), de nem elhanyagolható, tekintettel számos érdekes faj jelenlétére. A ritka réti növények közé tartozik a réti scilla (Chouardia litardierei), a szabdaltlevelű hunyor (Helleborus multifidus), a horvát szegfű (Dianthus croaticus) és az ujjas keltike (Coridalis solida). Különösen veszélyeztetett faj a szibériai hamuvirág (Ligularia sibirica), melynek egyetlen lelőhelye nemcsak Horvátországban, de Délkelet-Európában is itt található.

## Galéria
- Európai bükk (Fagus sylvatica)
- Szibériai hamuvirág (Ligularia sibirica)
- Vörös acsalapu (Petasites hybridus)
- Kornistárnics (Gentiana pneumonanthe)
- Déli méhfű (Melittis melissophyllum)
- Hegyi imola (Centaurea montana)

## Állatvilág
A Plitvicei-tavak Nemzeti Park állatvilága az élőhelyek sokféleségének és megőrzésének köszönhetően változatos és gazdag. A biodiverzitást az állatvilág tekintetében még nem tárták fel teljesen. Az eddig azonosított 259 faj közül a gerinceseket viszonylag jól ismerjük, míg a gerinctelen faunát, bár sokkal ezek nagyobb számban képviseltetik magukat, kevésbé tanulmányozták. A vizsgált csoportokon (gerinctelenek és gerincesek) belül jelentős számú ritka és veszélyeztetett faj is szerepel.

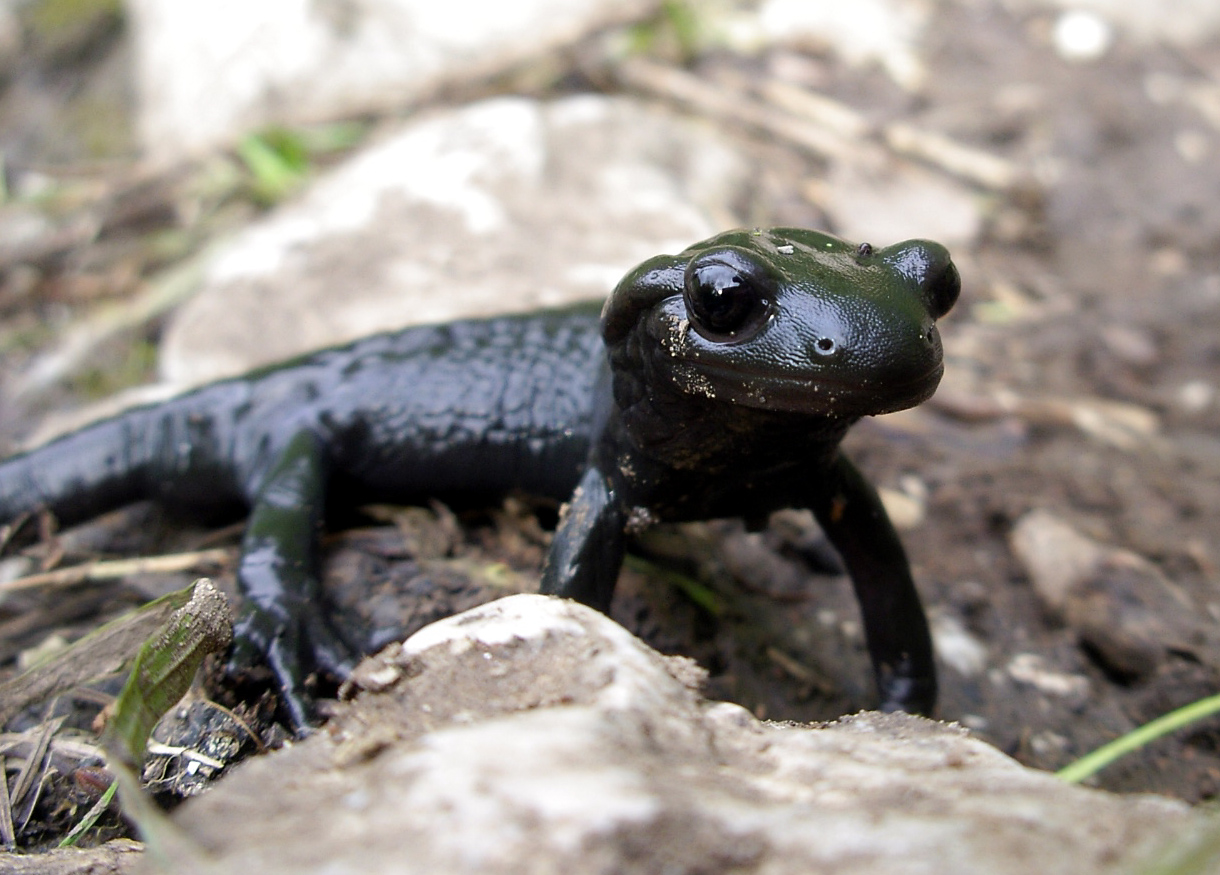
Alpesi szalamandra

A park területén nagy a biodiverzitás és számos különféle élőhely található az állatok számára: tavak, erdők, gyepek, sziklák, barlangok és még sok más. A Plitvicei-tavak legvonzóbb része a vízesések és a travertingátak, melyek különleges élőhelyek is, ahol mohák és változatos mikroszkopikus világ nő: algák, baktériumok, rovarlárvák stb. Ezek részt vesznek a travertingátak kialakításában is. A tufa a környezeti hőmérséklethez közeli hőmérsékleten kicsapódott kalcium-karbonát terméke, mely gyakran tartalmazza mikrofiták és makrofiták, gerinctelenek és baktériumok maradványait.
Az erdők számos vadon élő állat élőhelyei. Az avarréteg globális szinten az állatvilág egyik leggazdagabb mikroélőhelye. Gyíkok, rovarok, különféle gombák és baktériumok otthona. A kétéltűeket és hüllőket egyenként 14 faj képviseli. A park területén találtak alpesi szalamandrát (Salamandra atra), amely egy nagyon ritka faj, az Alpokban 1200 méter felett él, és nagyon ritkán 1000 méter alatti magasságban is előfordul. Érzékeny a zavarokra és a táplálékhiányra. A gyíkok közül különösen érdekes az elevenszülő gyík (Zootoca vivipara). A park területén a horvát faligyíkot (Iberolacerta horvathi) is feljegyezték. Egyébként a faj a keleti Alpoktól az északi Dinaridákig terjedő keskeny sávban terjedt el, amelynek Horvátország is része, így jelenléte a parkban különösen érdekes.

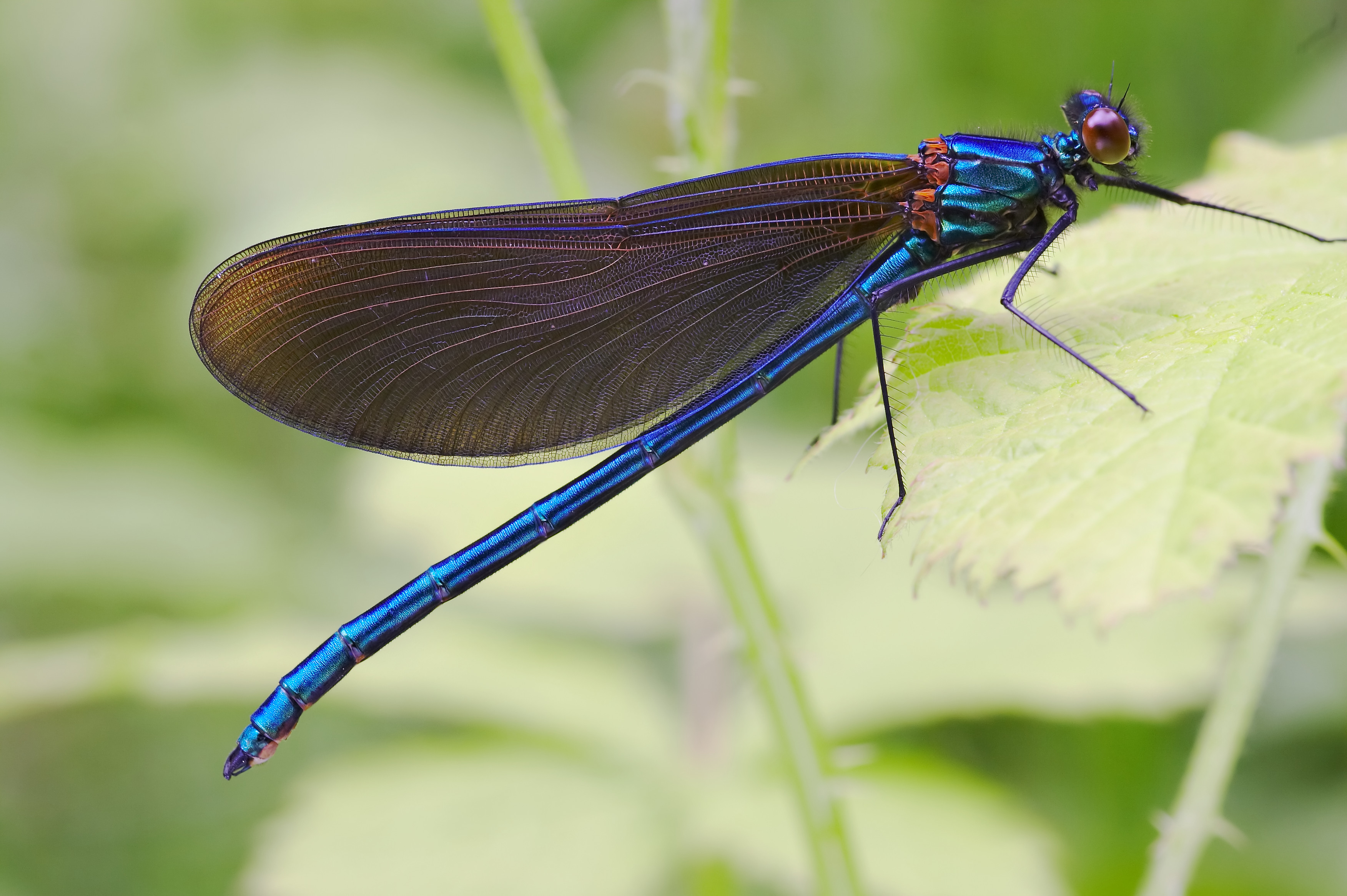
Kisasszony szitakötő (Calopteryx virgo)

Különösen érdekes rovarcsoport a tegzesek, melyből eddig 89 fajt regisztráltak, amelyek közül endemikus faj a Drusus croaticus és endemikus alfaja a Ryacophila dorsalis plitvicensis. Érdekes a Molops plitvicensis endemikus rovar, amely csak a Plitvicei nyírerdőkben él. A szárazföldi és a vízi ökoszisztémákat összekötő életciklusuk miatt érdekes és különleges rovarcsoportot alkotnak a szitakötők, melyeket eddig szisztematikusan nem kutattak, és nem is katalogizálták teljesen őket. Leggyakrabban a park erdőterületein található, nyugodt, part menti, növényzetben gazdag vizekben költenek. A parkban körülbelül 35 szitakötőfaj létezik, ami az összes európai szitakötőfaj egynegyede.
A nemzeti parkban 321 lepkefajt, 157 madárfajt és 20 denevérfajt regisztráltak. A réteken a Maculinea nemzetséghez tartozó kéklepkék három faja található, amelyek Európa legveszélyeztetettebb lepkéi közé tartoznak: a szürkés hangyaboglárka (Phengaris alcon), a a nagyfoltú hangyaboglárka (Phengaris arion) és a karszti hangyaboglárka (Phengaris rebeli). Kritikusan veszélyeztetett faj a Phengaris alcon, amely a legsűrűbb populációkkal rendelkezik a parkban.

## Galéria
- Fecskefarkú lepke (Papilio machaon)
- Pókhálós lepke (Araschnia levana)
- Zöld csipkésbagoly (Phlogophora meticulosa)

A park gazdag és változatos ornitofaunával rendelkezik, ahol eddig 168 madárfajt regisztráltak. Az erdei élőhelyek megőrzésének és kiterjedésének köszönhetően (mely park a területének kb. 76%-a) az erdei élőhelyekhez kapcsolódó fajok sokfélesége és gazdagsága nagy. A madárcsoportok közül különösen kiemelkedik a harkály, bagoly, ragadozó madarak és cinegék. A parkban 9 harkályfajt, 12 ragadozófajt és 8 bagolyfajt jegyeztek fel. Az európai törpekuvik (Glaucidium passerinum) a legkisebb európai bagolyfaj, amely tűlevelű és vegyes erdőkben él a park területén. A Korana-szurdok szikláin fészkel a vándorsólyom (Falco peregrinus), a világ egyik leggyorsabb madara. Prédafogás közben akár 230 km/h sebességet is elérhet. Az Antarktisz kivételével minden kontinensen megtalálható. A nedves gyepeken, legelőkön és réteken harisok élnek. Főként a homoljaci és brezovaci réteken fészkelnek.

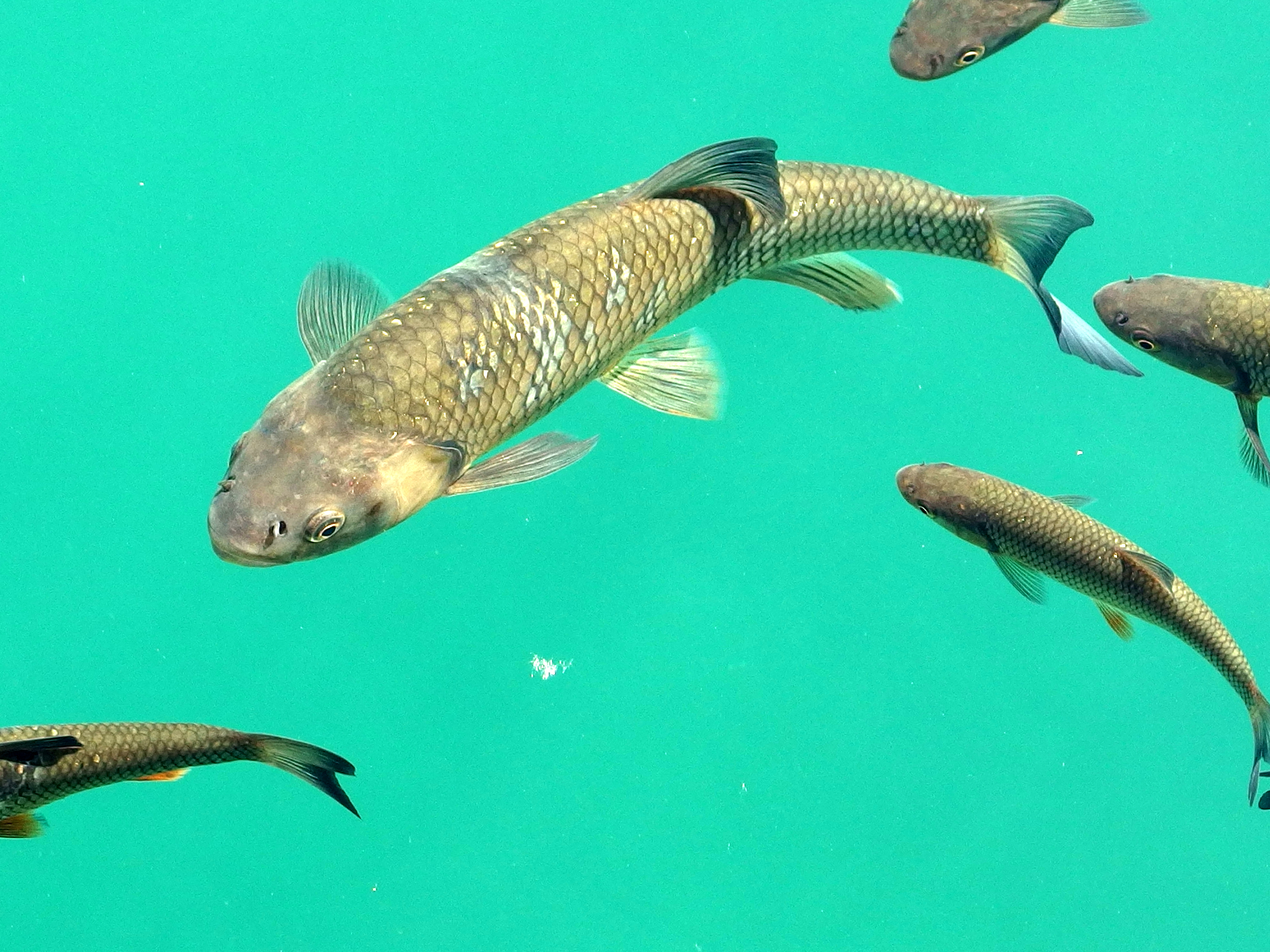
Fejes domolykó (Squalius cephalus)

A vizek a nemzeti park mindössze 1%-át teszik ki, de ez a park legérdekesebb része. A vízben szitakötők és szúnyogok szaporodnak. A plitvicei víz mészkőben és oxigénben gazdag, így pisztrángok és rákok is megtalálhatók. A tavak és mellékvizeik a tipikus pisztrángos hegyvidékek jellegzetességeivel rendelkeznek. Az ichthyofauna szerkezete a múltban történt újratelepítésekkel és más tényezők (pl. a klímaváltozás) következtében megváltozott. A sebes pisztrángot (Salmo trutta) ma már elnyomják a domolykó (Leuciscus cephalus), a vörösszárnyú keszeg (Scardinius erythrophthalmus) és a csuka (Esox lucius allochton) populációi. Találhatunk olyan fajokat is, amelyek nagyon igényesek a környezeti feltételekre, mint például a vidra. Éjszakai állat, egyedül él, ezért ritkán látható.
A Parkban több mint 50 emlősfajt jegyeztek fel. Közülük is kiemelkednek számban és fajlagosságban denevérek (22 faj). A szintén szigorúan védett és globálisan veszélyeztetett fajok, a barna medve (Ursus arctos), a szürke farkas (Canis lupus), a hiúz (Lynx) és a vidra. Mindezek a fajok a csendes és félreeső területeket részesítik előnyben, amelyek elegendő zsákmányt biztosítanak számukra, menedéket a napi pihenéshez és különösen a kölykök neveléséhez. Különösen igényes ebben a tekintetben az hiúz, mely kritikusan veszélyeztetett faj státuszú.
A Plitvicei barlangok karsztos élőhelyek, stabil hőmérséklettel, magas páratartalommal és teljes sötétséggel. Itt élnek olyan barlangi állatok, amelyek olyan életkörülményekhez alkalmazkodtak, mint a denevérek. A Rodić-barlangban egy új rovarfajt, a Machaerites udrzalit is találtak, amely endemikus, és a világon sehol máshol nem fordul elő.

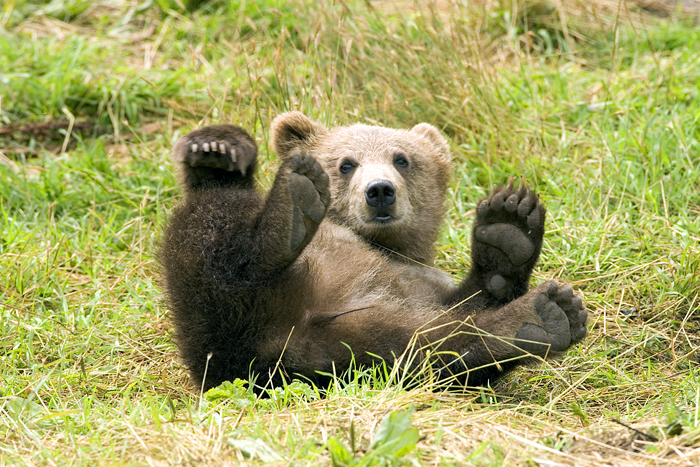
Barna medve, a park jelképe

## Története
A Plitvicei-tavak a történelem során jelentékeny emberi beavatkozásnak voltak kitéve. Egyáltalán nem egy elhagyatott vagy magányos természetvédelmi területet képviseltek. Mivel fontos közlekedési útvonal mentén helyezkedtek el, a különféle kulturális hatások találkozási helye voltak.

### Története a középkorig
A Plitvicei-tavak környékét évezredek óta lakják emberek. Éltek itt illírek, trákok, kelták, rómaiak, avarok, szlávok és törökök. Az i. e. 12. század és az 1. század között a területet az illírek egyik törzse japodok lakták, akik a könnyebb védekezés és az utak ellenőrzése érdekében a magaslatokon településeket építettek, és többnyire szarvasmarha-tenyésztéssel foglalkoztak. Julius Caesar uralkodása alatt a Plitvicei-tavak a Római Birodalom illír tartományának része lett. A rómaiak több mint hat évszázadon át uralták ezt a területet. A Római Birodalom összeomlásával különféle kisebb-nagyobb népcsoportok hatoltak be ezekre a területekre, amelyeket a rómaiak barbároknak neveztek. A rómaiak bukása után keleti gótok és avarok telepedtek itt le.
A 7. században a horvátok ősei telepedtek le véglegesen ezen a területen. A középkorban a bevándorló horvátok romanizálódott japodákkal és a lakosság többi részével keveredtek, és a történelem előtti erődítmények helyén középkori erődítményeket építettek. A középkori erődítmények közül kiemelendő Merszinj vára, amely tágas és jól megerősített erőd volt, és Lika és Korbava erődítményei közül a legmagasabban épült. A közelében található egy kisebb erőd, Prozor vára. Mindenképpen említést érdemel a Kozjak-tó feletti Krčin vára, amely állítólag a 13. század végén épült, és az elmúlt években jelentős régészeti kutatások tárgyát képezte. A Homoljačko és Brezovačko mezők bal és jobb oldalán több kisebb erődítmény állt, melyek az Otocsánba vezető utat ellenőrizték. A tágabb körzetben tucatnyi olyan arra utaló helynév található, amelyek tanúsága szerint ott egykor templomok álltak, és a török hódítások során pusztultak el. A tavak a középkori Horvát Királyság részei voltak egészen addig, amíg Horvátország 1102-ben perszonálunióba nem lépett Magyarországgal.
A Zrínyiek és a Frangepánok nemesi családjainak jó gazdálkodása gazdasági fellendülést eredményezett a tavak tágabb térségében. A Plitvicei-tavakon az ókori japod település és a római épületek maradványaira egy kolostor épült, mely valószínűleg a pálosoké vagy a templomosoké volt. Mára már csak a falmaradványok maradtak meg belőle. Az alapok travertin kőzetből voltak.

### A török háborúk és a Habsburgok
1493-ban a Plitvicei-tavaktól nem messze a Korbavamezőn fontos csata zajlott, amelyben a boszniai szandzsák-bég Hadum Jakub-pasa legyőzte a Derencsényi Imre bán vezette horvát nemesi sereget. Lika és Korbava 1527-es eleste után több mint két évszázadon át az oszmán uralom alakult ki Plitvice térségében. Az oszmánokkal vívott állandó harcok ezt a területet teljesen elpusztították, így a 16. században teljesen kihalt volt, eredeti lakossága pedig szinte teljesen kivándorolt, biztonságosabb területekre menekülve. Az oszmánok később messze északra és nyugatra nyomultak tovább Horvátország és Magyarország belsejébe. 1527-ben a horvát nemesség a cetingrádi száboron I. Ferdinándot választotta horvát királlyá. A választás során a horvát nemességet leginkább gyakorlati okok vezérelték arra számítva, hogy Ferdinánd megvédi az akkor a törökök által súlyosan veszélyeztetett Horvátországot. 1538-ban I. Ferdinánd király elrendelte a Katonai határőrvidék felállítását a Habsburg és az Oszmán Birodalom határán. Ez döntő hatással volt a helyi lakosság életére.
A helyi horvátok mellett más nemzetek tagjai is a katonai határvidékre költöztek, hogy katonai szolgálatot végezzenek. Közülük a legtöbben a török elől menekülő szerbek voltak, akik katonai szolgálatért cserébe elhagyott területeken kaptak menedéket. A katonai határőrvidék teljes lakosságának, különösen a krajnaiaknak kötelessége volt megvédeni ezt a területet az állandó nyugtalanságtól és a szörnyű pusztítástól. A Plitvice nevét először 1558-ban említik a feljegyzések, ahol a Szjenicsákon tartott horvát szábor határozata utasította a terzsáci grófot, hogy helyezzen el három őrhelyet „Prythwyczén”. 1788-tól a tavak környéke Habsburg uralom alatt állt, és ezután már nem került török kézre. Amikor az oszmán fenyegetés gyengült, a katonai határ visszakerült a horvát bán ellenőrzése alá.

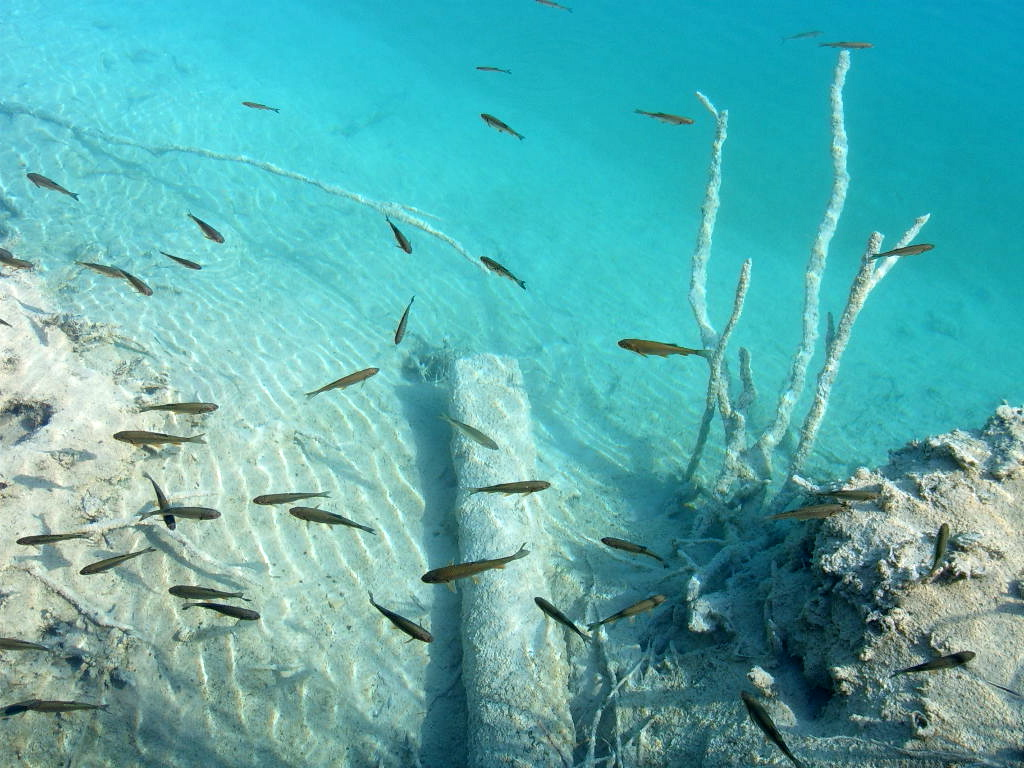
Halak a kristálytiszta vízben

A Krajina, melyhez a tavak területe is tartozott a Habsburg Birodalom határterülete volt. Cselekvőképes lakosságának többsége mindenkor harcra készen kellett hogy álljon, békeidőben pedig szarvasmarha-tenyésztéssel és mezőgazdasággal foglalkozott. Az oszmán határ felé egy egész sor megerősített őrállás, ún. čardak volt. A čardakok megerősített kisebb tornyok vagy erősebben épített faházak, ahonnan jó kilátás nyílt, és lehetett követni az ellenség mozgását a határ túloldalán. A čardakokat úgy helyezték el, hogy az őrök láthassák egymást, és jelezzék egymás észrevehető ellenséges mozdulatait. A čardakok sora a Plitvicei-tavakon is áthaladt, és az akkori katonai térképekre is rárajzolták, a Kozjak-tó pedig az Oszmán Birodalom és a Habsburg Monarchia határán volt.
1805-ben Plitvice területe Napóleon uralma alá tartozott, aki megalapította az Illír tartományt. 1814 után a Plitvicei-tavak területe visszatért a Habsburg uralom alá. 1850-től csak hivatásos katonák szolgáltak a közeli határon. Ez az időszak Horvátországban is a nemzeti ébredés időszaka. 1871-ben a híres horvát politikus, Eugen Kvaternik a Plitvicei-tavaktól északra fekvő Rakovicában halt meg. 1873-ban a határőrvidéken végleg megszűnt a katonai közigazgatás. A 19. század második felének elejéig a Plitvicei-tavak teljesen ismeretlenek voltak a nagyközönség előtt, mert a háborús veszélyek, illetve az utak és ösvények hiánya miatt nem utaztak oda. A tavakhoz nem lehetett hozzáférni, mert nem voltak kiépített utak, nem voltak települések vagy lakóházak. II. Frigyes Ágost szász király volt az első neves államférfi, aki 1845-ben ellátogatott a Plitvicei-tavakhoz és megmászta a Lička Plješivica-hegyet, amelyről terjedelmes feljegyzés is készült, és maga a király több rajzot készített a Plitvicei-tavakról. A század második felében megkezdődött a Vrhovine és Otocsán lakosságának betelepülése, akik malmokat és fűrészmalmokat építettek a vízeséseken, az erdőket pedig kiirtották, hogy mezőgazdasági területhez jussanak.

### A turizmus fejlődése

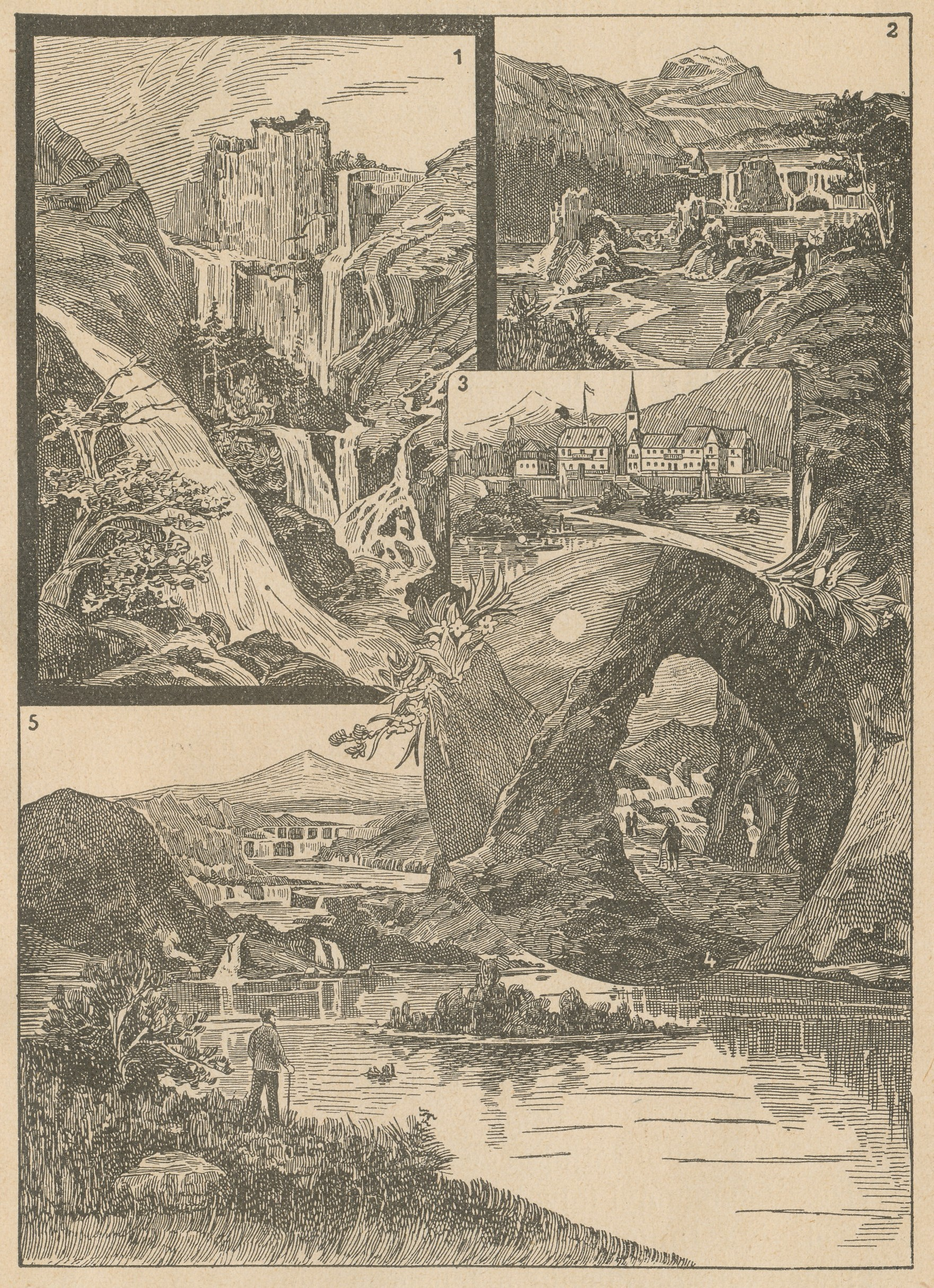
"A plitvicai tavak és zuhatagok" Némethy Károly tankönyvében (1910)

A Plitvicei-tavak turizmusának kezdetei 1861-re nyúlnak vissza. Ebben az évben építették fel a katonai határőrvidék tisztjei Velika Poljanán az első turistaházat, az ún. „Császárházat”, amely mindössze 3 szobával rendelkezett. Az első utazók, akik a Plitvicei-tavakhoz érkeztek, útleírásaikban leírták a Plitvicei-tavak valószerűtlen szépségeit. Az elsők között volt Adolf Veber Tkalčević, aki 1860-ban írta az Út Plitvice felé című útleírást. 1877-ben Dragutin Hirz publikálta a Vienac folyóiratban „Út a Plitvicei-tavakhoz” című cikket. 1888-ban a felső tavak körül ösvényeket építettek, hogy Stefánia hercegnő meglátogathassa a tavakat. Az ösvény a „Stefanin put” (Stefánia útja) nevet kapta, 1894-ben pedig József főherceg látogatása miatt épültek utak az alsó tavak körül. 1890-ben Antun Devčić, egy zenggi kereskedő fűrészmalmot és fogadót épített Labudovacon, és szabályozta a vízfolyást, hogy a vizet a lehető legjobban hasznosítsa a fűrészmalom számára. A birtokot 1896-ban vásárolta meg Gustav Janeček, aki eltávolította a melléképületeket, és panziót és fogadót épített, amelyet később „Pansion Labudovac”nak nevezett el.

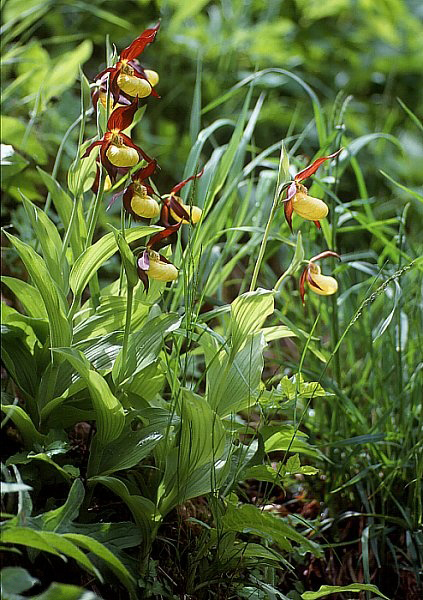
Boldogasszony papucsa (Cypripedium calceolus)

1893-ban Zágrábban megalakult a Plitvicei-tavak és Környéke Rendezési és Szépítő Egyesület, melynek feladata volt, hogy lehetőséget teremtsen a nagyvilág fogadására és plitvicei tartózkodására, valamint gondoskodjon a tavak és környéke szépségének tartós megőrzéséről. Az egyesület tagjai a korszak kiemelkedő társadalmi személyiségei voltak. Az egyesület a második világháború kezdetéig működött, és mindvégig jelentős szerepet játszott a térség infrastruktúrájának (utak, ösvények, hidak, strandok, szálláshelyek) kiépítésében. 1894-ben a Plitvicei-tavakat 1000 turista és utazó kereste fel. 1896-ban „Hotel Plitvice” néven 28 szobás szálloda épült. Az első világháború előtti időszakban a Plitvicei-tavak egyre vonzóbbá váltak, és a Kozjak-tó feletti Velika Poljanán számos magánvilla épült (Villa Anka, Villa Naš mir, Villa Vučetić na). 1909-ben a Plitvicei-patak forrásától Velika Poljanáig és Drežnik Gradig vízellátó rendszert építettek ki. 1910-ben jelent meg Zágrábban Dragutin Franić professzor, publicista, hivatásos író és hegymászó „Horvátország szépsége és dicsősége” című könyve, melyben összegyűjtött minden korábbi feljegyzést és tudást a Plitvicei-tavakkal és Likával kapcsolatban. A mű még ma is kimeríthetetlen forrása a Plitvicei-tavakkal kapcsolatos munkáknak.
Az első világháború alatt a Plitvicei-tavakon nem folyt jelentősebb tevékenység. A Jugoszláv Királyság első éveiben, a 20. század elején számos terv és javaslat született e terület szabályozására, de igazából nem tettek semmit, sőt a megindult építkezések újabb károkat okoztak a környezetben. 1922-ben a tavak környezetében már 250 szoba várta a vendégeket. 1925-ben a szépítő egyesület tagjai az elsők között indítottak kezdeményezést a Plitvicei-tavak nemzeti parkká nyilvánítására. A turizmus fejlődését nagyban befolyásolta a likai vasút 1927-ben történt megépítése. Közben Ivo Pevalek akadémikus munkásságával, társadalmi és tudományos hírnevével, valamint az akkori Bányászati és Erdészeti Minisztériumhoz írt leveleivel igyekezett felhívni a figyelmet a Plitvicei-tavak megőrzésére és megakadályozni a tavak fontos anyagának a travertínó építőanyagként történő kitermelését. 1937-ben a tavak körül már 668 szálláshely volt, ahol a vendégek 24 000 vendégéjszakát töltöttek, ebből 18 000 belföldi és 6 000 külföldi turista volt. A turizmus megtorpanásához vezetett, amikor a Plitvice szálloda 1938-ban leégett, és a második világháborúban a tavak körüli összes középülettel és lakóépülettel együtt elpusztult. 1943-ban a Plitvicei-tavaknál, Labudovac területén tartották az antifasiszta nemzeti felszabadítási tanács, a ZAVNOH első ülését.

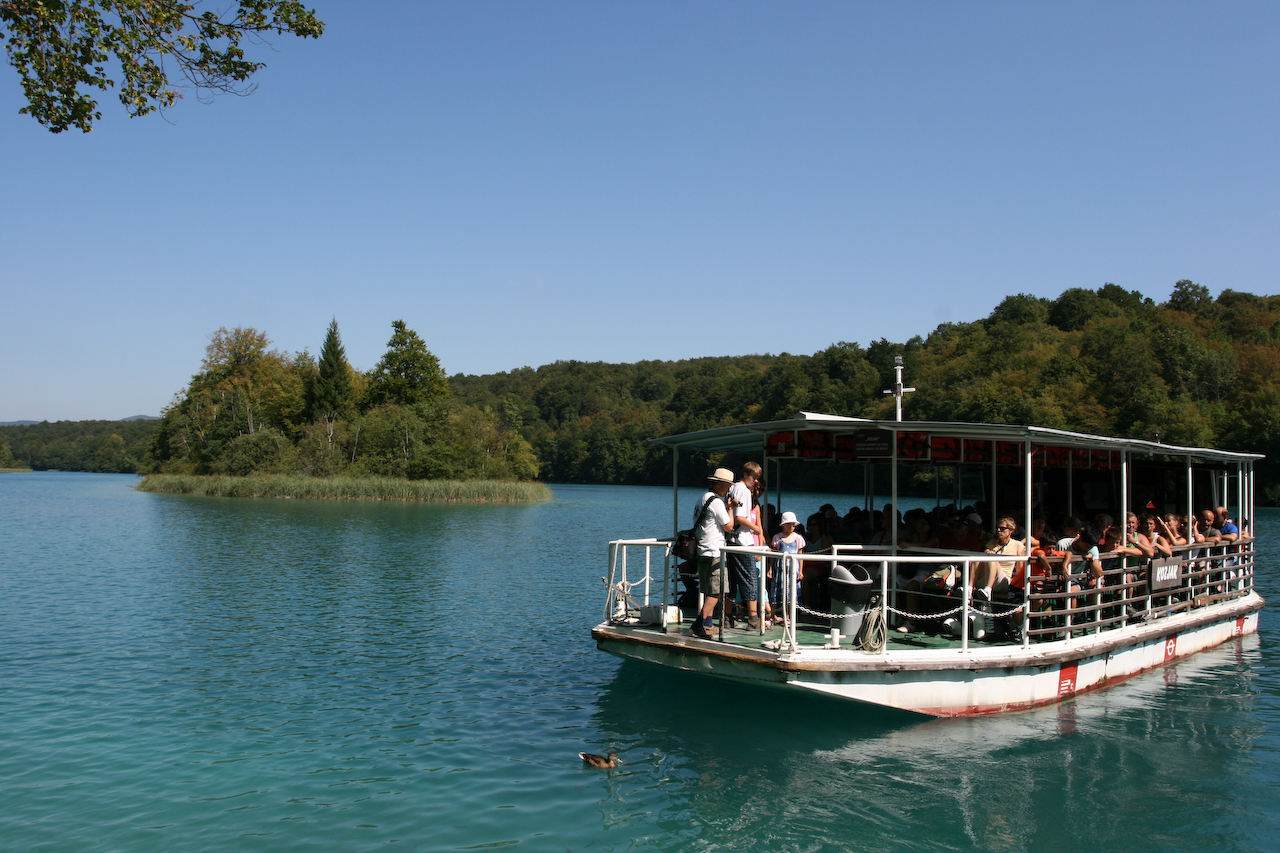
Elektromos hajó a Kozjak-tavon

A második világháború után felépült az 500 férőhelyes „Jezero” szálloda, a Medveđak turisztikai üdülőhely, az egyedi lika építészeti elemekkel épített „Lička kuća” étterem hagyományos ételekkel, valamint a kiszolgáló személyzet számára épített „Mukinje” lakónegyed óvodával és könyvtárral. Utak is épültek. Plitvicei-tavak területén halad át a Zágrábból Splitbe vezető országút. Gáz- és távvezetékeket is építettek, gyalogutakat rendeztek, bevezették a kisebb hajókkal való közlekedést és további tudományos kutatásokat végeztek. 1971-ben a Nemzeti Parkban körülbelül 1000 férőhely volt, és további mintegy 200 a park közelében. Épült egy kemping is körülbelül 15 500 sátorhellyel. A Plitvicei-tavak 1979-es UNESCO Világörökség részévé nyilvánítása után a nemzeti parkban felgyorsult a turizmus fejlődése, amely a horvátországi háború előtti években érte el csúcspontját. A horvátországi háború idején a Plitvicei-tavak területét elfoglalták a szerbek, és leállt a turisztikai forgalom. A látogatók számának valódi növekedése csak a Vihar hadművelet és a Plitvicei-tavak felszabadítása után indult meg újra. A turistaforgalom több év után érte el ismét a háború előtti értékeket. 2014-ben számuk elérte az 1 millió 400 ezret.

### 1991 véres húsvétja
A szerb felkelők 1991. március 25-én nagygyűlést tartottak azzal a céllal, hogy a Plitvicei-tavakat az ún. Krajinai Szerb Köztársasághoz csatolják. Egy nappal később megváltoztatták a Nemzeti Park vezetőségét, és a Korana hídjára kitűzték a krajinai zászlót. Tizenöt felfegyverzett knini rendőr rohamozta meg a Nemzeti Park adminisztrációs épületét, annak érdekében, hogy végrehajtsák a korenicai községi képviselő-testület döntését a Krajinához csatolásról. A húsvét előtti éjszaka Josip Lucić (későbbi hadtesttábornok és a horvát fegyveres erők vezérkari főnöke) parancsnoksága alatt álló Rakitje MUP különleges egység, a Kumrovec MUP különleges egység és a Lučko terrorelhárító egység több száz tagja indult Plitvice felé. Március 31-én a hajnali órákban a főútvonalon nem messze Plitvice szállodáitól és kiegészítő létesítményeitől a horvát különleges erők járműszerelvényére lecsaptak a felkelők.  A Lučko terrorelhárító egység tagjait szállító buszon egy 22 éves horvát rendőr, Josip Jović meghalt, a különleges rendőrség hét tagja pedig megsebesült. Később Josip Jović meggyilkolásának helyén emlékművet állítottak.

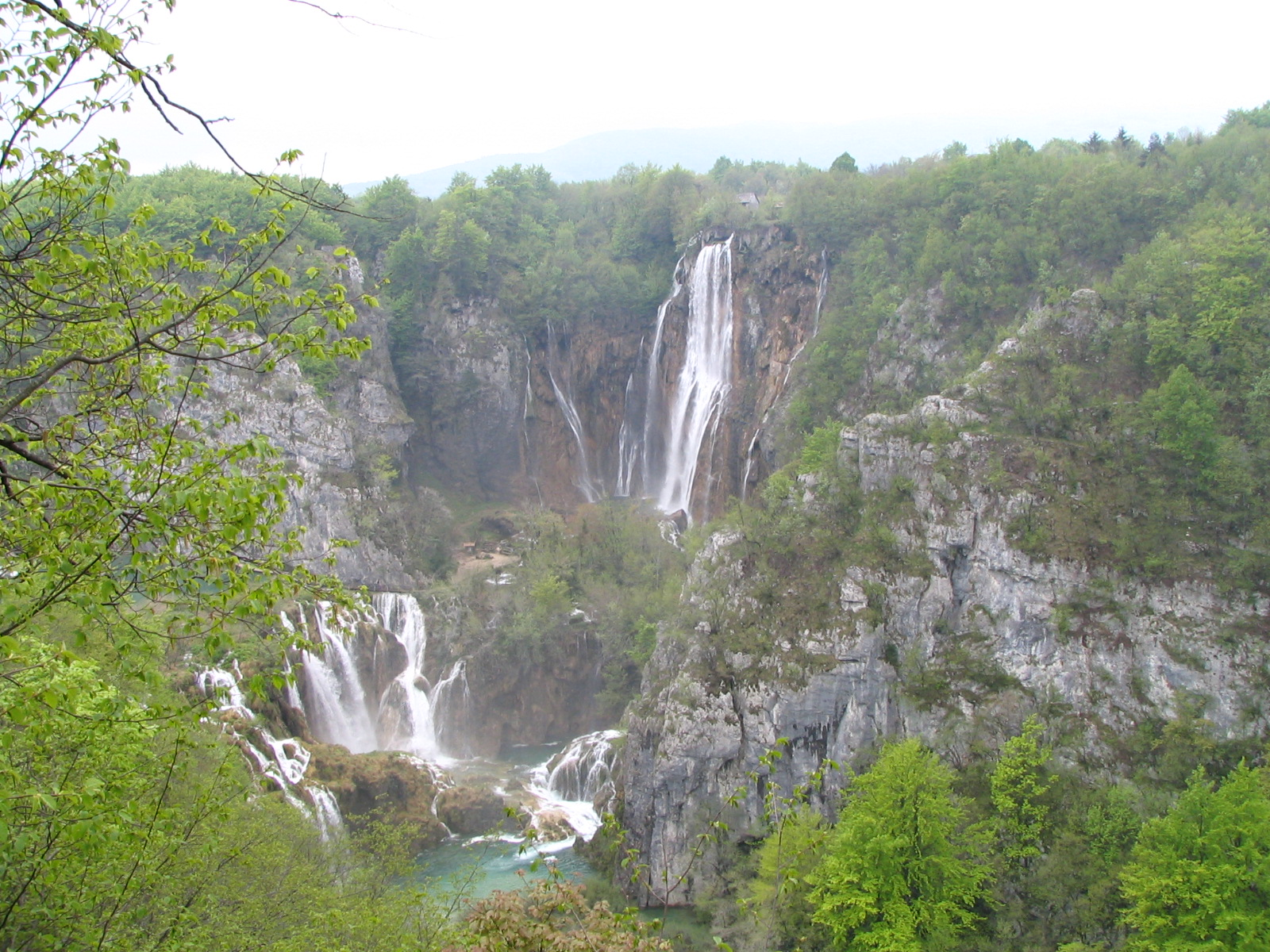
Vízesések

## Keletkezésük legendája
A Plitvicei-tavak 16 tóból állnak a likai Mala Kapela és Plješivica közötti területen. Ezt területet fekvése és története miatt egyes térképeken ma is „Vražnji vrt”nek (Ördögkertnek) nevezik. A legenda szerint a Plitvicei-tavak nagy szárazság után keletkeztek. Emberek, állatok és növények egy csepp vízre vágytak. Az emberek egyre csak imádkoztak. Aztán megjelent a völgyben a Fekete Királynő fenséges kíséretével, megsajnálta az embereket, és erős széllel és mennydörgéssel végül a földre esett az eső. Olyan sokáig esett az eső és a vízszint annyira megemelkedett, hogy tavak keletkeztek.

## Sport
A nemzeti park területén rendezik meg az 1981-ben alapított Plitvicei Maratont, amely ma Horvátország egyik legnépszerűbb és legrégebbi maratonja.